# Geschiedenis van de stad Utrecht

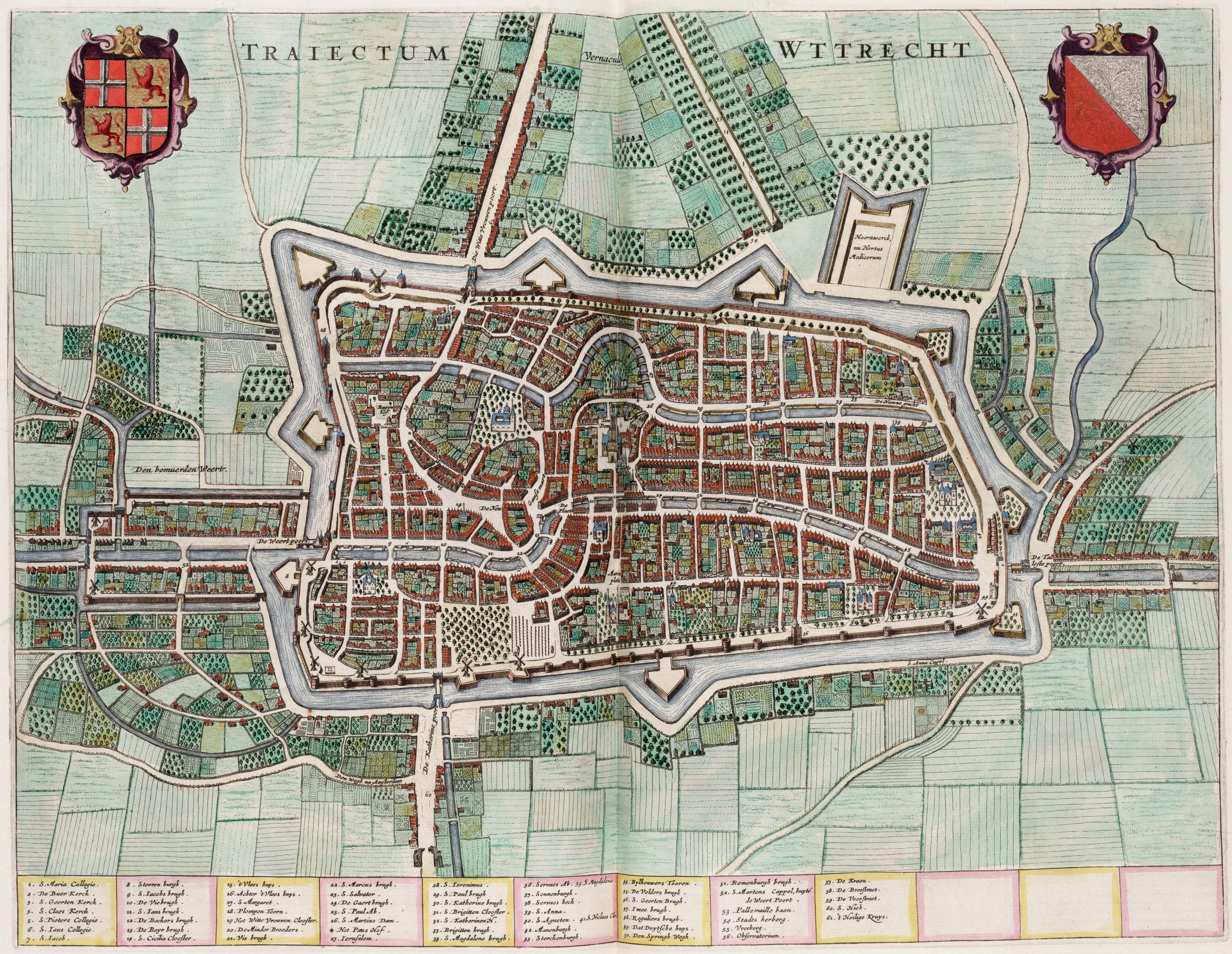
Utrecht in 1649. De stad bevindt zich dan ruim 500 jaar binnen de stadswallen en muren en zal nog bijna 200 jaar deze omvang kennen. Een uitzondering daarop bestond met name aan de noordzijde in de voorstad Bemuurde Weerd waar brandgevaarlijke bedrijvigheid plaatsvond. (Kaart van "Trajectum Wttrecht" (stad met onmiddellijke omgeving) uit Blaeu's Toonneel der Steden in de Atlas van Loon, Willem en Joan Blaeu. Het oosten ligt boven in deze kaart)

In de geschiedenis van de stad Utrecht was reeds in de prehistorie sprake van kleinschalige bewoning. De Romeinen bouwden rond 50 n.Chr. in het kader van een zeer omvangrijk militair bouwproject langs de toenmalige Rijnloop in Utrecht het fort Traiectum ter hoogte van het Domplein. Hiermee werd de grondslag voor de huidige stad gelegd. Na het vertrek van de Romeinen rond 270, vestigden in het midden van de 5e eeuw Franken zich in de regio. Vanaf de 7e eeuw tot het begin van de 8e eeuw zou dat tot conflicten met Friezen leiden.
Rond het jaar 700 arriveerden Angelsaksische missionarissen om het gebied te kerstenen en vestigden in het oude Romeinse fort daarvoor hun basis onder Frankische bescherming. Het groeide uit tot de burcht Trecht en het kerkelijk centrum. Hiernaast ontstond in de 10e eeuw met Stathe een bloeiend handelscentrum met koop- en ambachtslieden.
In 1122 verkreeg Utrecht stadsrechten, als een van de eerste steden op het huidige Nederlandse grondgebied. Kort daarop werden er stadswallen met een verdedigingsgracht om de stad aangelegd. Door verdere groei was Utrecht tot halverwege de 16e eeuw de grootste stad van de Noordelijke Nederlanden.
Vanaf de late middeleeuwen tot het begin van de 19e eeuw kende de stad verschillende periodes van botsingen en verschuivingen tussen en binnen verschillende machten, door onder meer de gilden, reformatie en bezettingen door Spanjaarden en Fransen. In deze periode is ook de Universiteit Utrecht opgericht. Vanaf omstreeks 1525 bleef het inwoneraantal drie eeuwen lang ruwweg steken op circa 30.000.
Vanaf het begin van de 19e eeuw werden, in ruime zin, nutsvoorzieningen aangelegd en uitgebreid. Dit zorgde ervoor dat de situatie voor de stad sterk verbeterde. In de tweede helft van de 19e eeuw vond de eerste stadsuitbreiding plaats. Voor, en met name na, de Tweede Wereldoorlog zou Utrecht hiermee grootschalig uitbreiden.

## Toponymie
In de Romeinse tijd heette Utrecht Traiectum, wat hier zoveel wil zeggen als "plek om de rivier over te steken". De plaats in kwestie was nog geen echte stad, maar een Romeins fort (castellum). 
In de middeleeuwen bleef vanaf de 8e eeuw de Latijnse naam Traiectum in gebruik. Trecht als naam wordt ook al in de vroege middeleeuwen gebruikt. De naam Ultrajectum kwam na 870 voor, vooral in bronnen van elders, om een onderscheid te maken met een andere Trecht namelijk Maastricht (Traiectum ad Mosam), dat bij dezelfde gelegenheid als Boven-Trecht tegen Uut-Trecht = Beneden-Trecht gesteld wordt.
In met name de vroege middeleeuwen verhalen schrijvers ook wel dat Utrecht de naam Wiltenburg had. Volgens Beda was die naam gerelateerd aan de bewoners, de Wilti.

## Rivierenlandschap
Het landschap in en rond Utrecht was een deels drassig gebied en werd destijds sterk bepaald door de toenmalige loop van de Rijn en zijn zijarmen, die binnen stroomgordels meanderden en zich soms verlegden. Oeverwallen en stroomruggen konden daarin hogergelegen delen vormen. De Rijn was onderhevig aan sterk wisselende waterstanden door zware regenval vanuit het gebergte in Duitsland en kende zeer lage waterstanden in de zomer. Direct noordelijk van het huidige Utrechtse stadscentrum splitste de Rijn zich vanaf circa 700 v.Chr. af met een smalle zijarm, de Vecht, maar deze splitsing zou in de Romeinse tijd verder zuidelijk komen te liggen. In de Romeinse tijd werd de Lek tevens een actieve(re) rivier voor de afvoer van het Rijnwater en de Rijnloop verlegde zich tot door het Utrechtse stadscentrum tot circa 1000 na Chr. Het gebied ten noorden en westen van Utrecht bestond uit uitgestrekte veengebieden met weiden; het gebied ten oosten kent met de Utrechtse Heuvelrug stuwwallen en dekzandruggen.

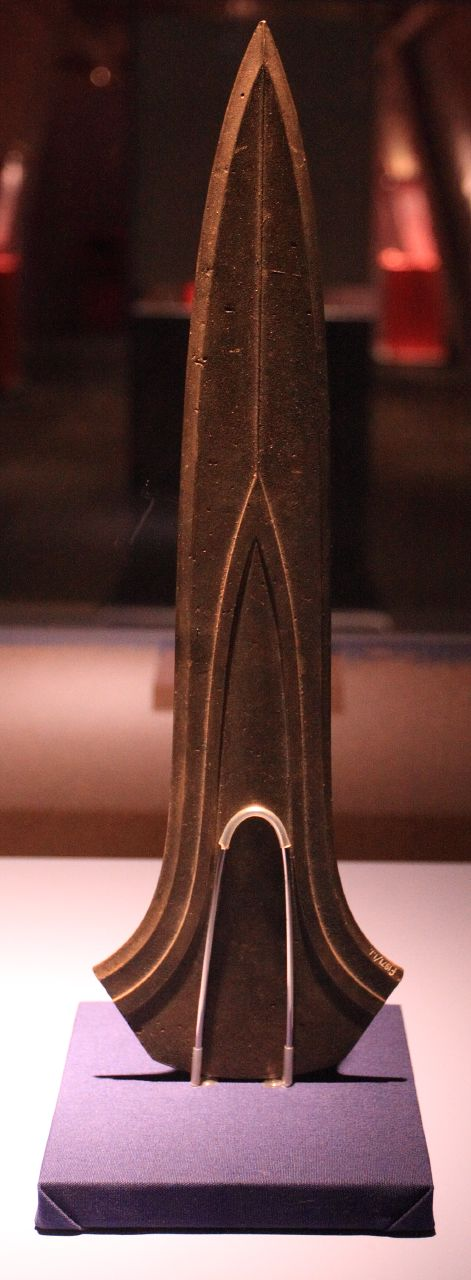
Zwaard van Jutphaas

## Oudste vondsten
In de steentijd kwamen er reeds mensen in het gebied van de toekomstige stad Utrecht getuige onder meer kampvuurkuilen. Als topstuk uit de bronstijd kent men het Zwaard van Jutphaas uit 1800–1500 v.Chr. dat bij de zuidgrens van de stad Utrecht werd gevonden. Bewoning in de stad Utrecht is geconstateerd rond 1800–800 v.Chr.

## Romeinen

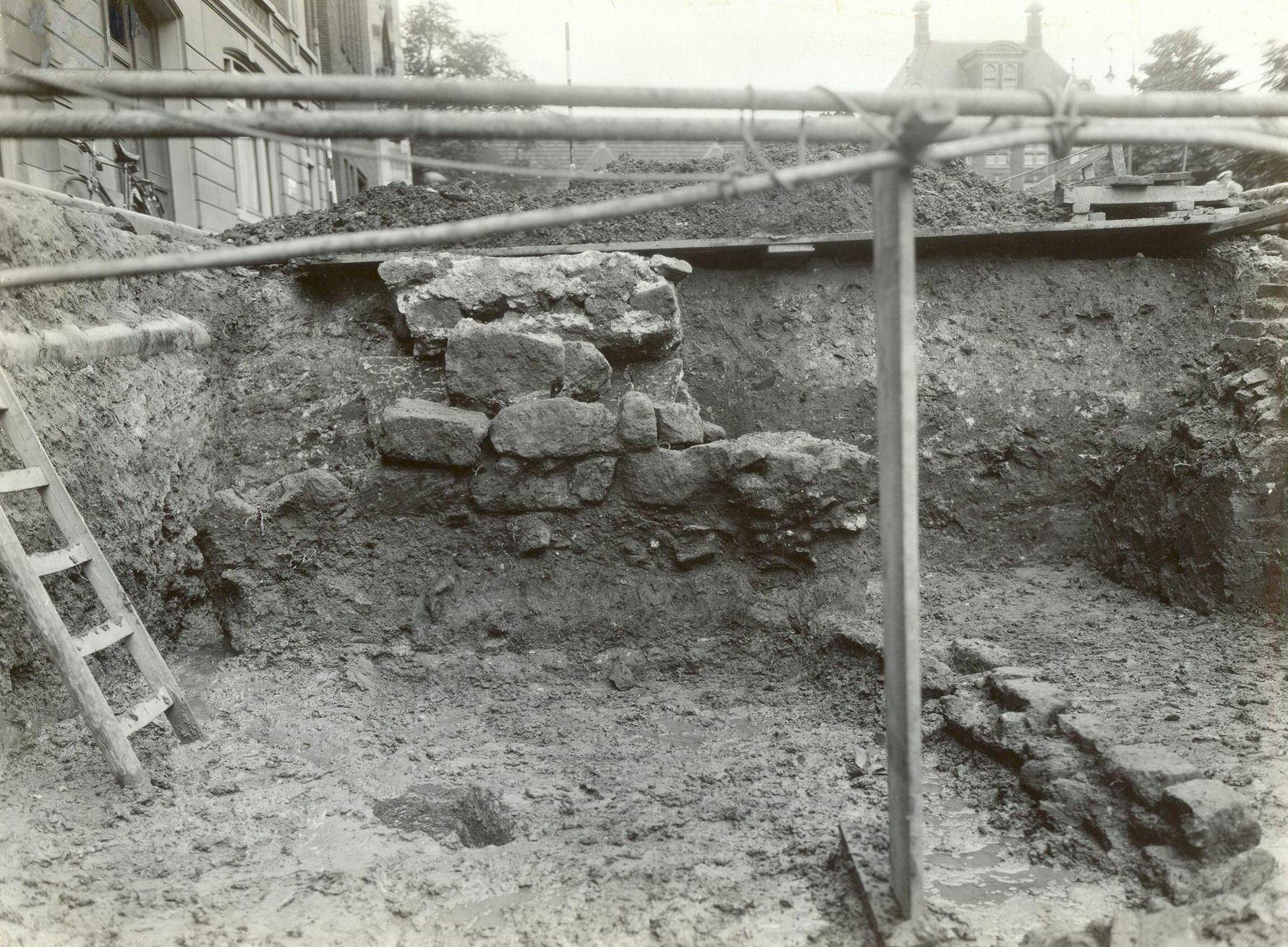
Bij de archeologische opgraving in 1933 op het Domplein werd een deel van een stenen Romeinse barak aangetroffen (midden van de foto)

Utrecht dankt zijn ontstaan aan de Romeinen, die in de 1e eeuw n.Chr. de Rijn tot noordgrens van hun rijk maakten. Een van de castella die de Romeinen bouwden was Traiectum voor een infanteriecohort. Traiectum lag op een oeverwal dicht bij de splitsing van de Rijn en de Vecht, op een plaats waar de rivier doorwaadbaar of over te steken was. Resten van het Romeinse fort liggen deels onder het huidige Domplein. Aanvankelijk bestond het castellum uit een aarden wal met houten palissade, waarbinnen de barakken en het hoofdkwartier lagen. Viermaal werd het castellum herbouwd, de laatste maal in steen. Zowel ten westen (rond de huidige Boterstraat) als ten oosten (rond de Pieterskerk) van het castellum ontstond een kampdorp (vicus) met 100 tot 300 niet-militaire inwoners, waarvan bij archeologische opgravingen sporen tevoorschijn gekomen zijn. Zuidelijk van het castellum zijn daarbij nog andere sporen aangetroffen, waaronder rond de Eligenstraat sporen van een Romeinse inheemse boerderij uit de 1e eeuw.
Op enkele kilometers afstand bevonden zich in Vleuten en Vechten nog twee castella in de omgeving. Bij de nieuwbouw voor Leidsche Rijn tussen 1997 en 2008 werden in De Meern een aantal zeldzame Romeinse vaartuigen gevonden.

## Vroege middeleeuwen

### Friezen en Franken
In de loop van de 3e eeuw brokkelde het Romeinse Rijk langzaam af. Rond het jaar 270 trokken de Romeinse militairen weg uit de forten langs de Rijn ten westen van hun nederzetting Ulpia Noviomagus Batavorum (tegenwoordig Nijmegen). Het lijkt erop dat de Noordelijke Nederlanden in deze tijd grotendeels ontvolkt raakten, en ook in Utrecht is geen bewijs voor bewoningscontinuïteit gevonden. 
In de vijfde eeuw werden de Noordelijke Nederlanden langzamerhand bevolkt door polytheïstische Friezen, die hun macht langs de kust uitbreidden tot aan het Zwin, terwijl vanuit het zuiden de tot het christendom bekeerde Franken opkwamen. In Utrecht zijn kindergraven gevonden bij de plek waar voorheen het Romeinse castellum stond, vermoedelijk van Franken, één ervan uit rond 425 met grafgiften die duiden op een hoge afkomst. Er zijn nog andere resten gevonden in Utrecht die wijzen op permanentere bewoning in deze periode. Met name door recent archeologisch onderzoek onder andere in de wijk Leidsche Rijn, vermoedt men steeds meer dat deze oude stroomrug van de Rijn tijdens de 5e tot 9e eeuw vrij dichtbevolkt was. Hierbij vonden archeologen rond 2005 onder andere een nederzetting uit de 6e tot 8e eeuw bij en onder de snelweg A2..
Het gebied rondom de monding van de Rijn werd in de 7e eeuw sterk betwist door Franken en Friezen. De Merovingische koning Dagobert I lukte het rond 630 enkele voormalige Romeinse forten aan de Rijn te veroveren, waaronder Traiectum. Hij liet een kerkje bouwen en schonk het aan bisschop Kunibert van Keulen, met de opdracht vanuit dit kerkje de bekering van de heidense Friezen in het noorden te ondernemen. Maar hier kwam weinig van terecht: na de dood van Dagobert I heroverden de Friezen rond 650 het fort en ze verwoestten ook het kerkje. 
In dit tijdsgewricht resideerden Friese koningen in Utrecht, mogelijk Aldgisl in 678, en enige tijd later Radboud. In 695 versloeg de Frankische hofmeier Pepijn II op zijn beurt de Friese koning Radboud bij Dorestad en opnieuw kwam Utrecht in Frankische handen.

### Kerkelijk centrum

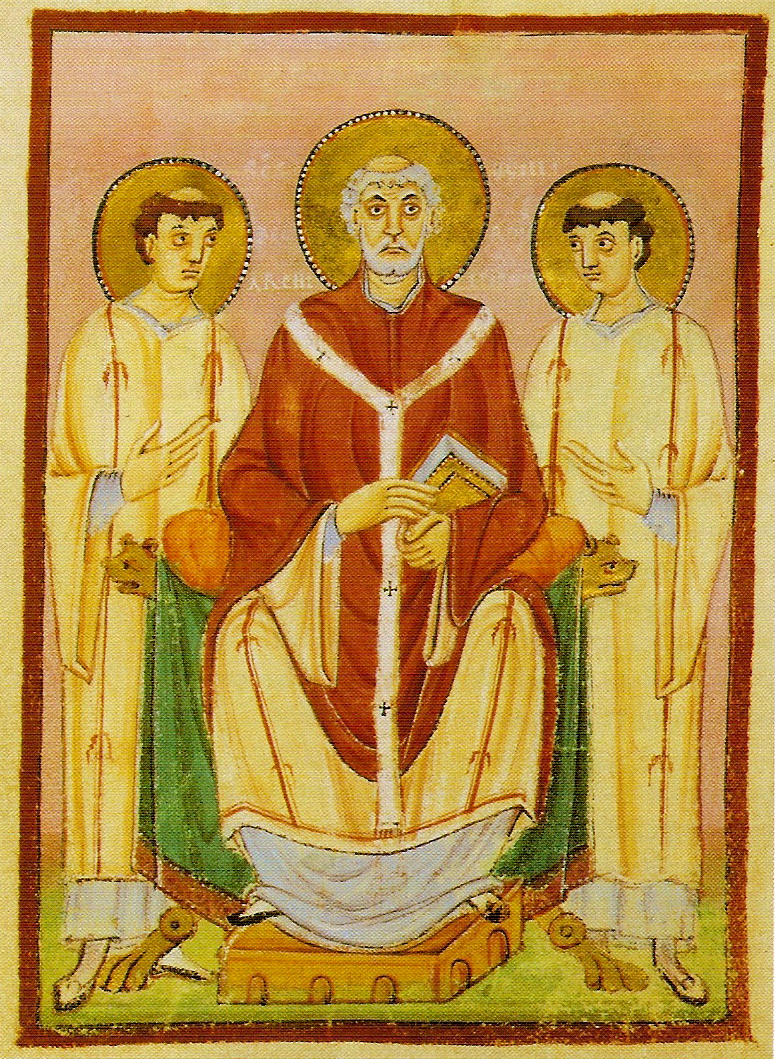
Willibrord

In deze tijd begon het proces van de definitieve kerstening van de Friese gebieden. In 690 arriveerde de Angelsaksische missionaris Willibrord uit Engeland in de Lage Landen. Nadat hij zich verzekerd had van de steun van het Frankische hof en zich in Rome tot aartsbisschop der Friezen had laten wijden, vestigde hij zich in 695 in Utrecht. Binnen de muren van het oude castellum stichtte hij de Sint-Salvatorkerk, waaraan hij een klooster verbond. Daarnaast liet hij het kerkje van Dagobert I herbouwen, dat hij aan Sint-Maarten wijdde. Vanuit Utrecht werd nu de missionering van de Friezen ter hand genomen.
Een laatste onderbreking van de Frankische heerschappij vond plaats toen de Friezen in 714 wederom Utrecht in handen kregen. In 719 aan het eind van de Frankische Burgeroorlog werden zij echter definitief verslagen door de Frankische hofmeier Karel Martel. In dat jaar kreeg Willibrord gezelschap van zijn landgenoot Bonifatius, die zich enkele jaren later naar het Germaanse gebied ten oosten van de Rijn begaf. Karel Martel schonk het voormalige castellum met het omliggende gebied in 723 aan de Utrechtse kerk, waarmee de basis gelegd werd voor het wereldlijk gezag van de kerk.
Ook na de dood van Willibrord in 739 bleef Utrecht het religieuze centrum over een groot gebied. Van een georganiseerd bisdom was aanvankelijk nog geen sprake, maar Bonifatius wist de plaats uit handen van de Keulse bisschop te houden, die er aanspraak op maakte op basis van de oude schenking van Dagobert. Vanuit de kloostergemeenschap binnen de muren van het castellum vormde zich de Utrechtse Domschool die onder Gregorius van Utrecht tot grote bloei kwam met wijde reputatie en leerlingen had als Liudger. De opvolger van Gregorius, Alberik I, werd in 777 in Keulen tot bisschop van Utrecht gewijd. Het bisdom omvatte bijna het hele gebied van het latere Nederland boven de rivieren en Zeeland, en werd een suffragaan bisdom van het tot aartsbisdom gepromoveerde Keulse diocees. Mogelijk werd de Utrechtse doopbelofte met bijgaande lijst in Utrecht gebruikt.

### Vikingen
Twintig kilometer stroomopwaarts van Utrecht maakte de internationale handel ondertussen een weergaloze bloei door in Dorestad. De sterke specialisatie van deze twee naburige plaatsen (Utrecht als kerkelijk centrum en Dorestad als handelscentrum) is opvallend en nog niet verklaard. Dorestad kreeg te maken met verval en Vikingen, die in 834 de plaats voor het eerst aanvielen en plunderden. Ook Utrecht werd steeds meer bedreigd, zodat bisschop Hunger het in 857 vermoedelijk raadzaam achtte zijn zetel te verlaten en steun te zoeken bij keizer Lotharius I. Via een omweg belandde de bisschop in Deventer, waar de Utrechtse bisschoppen zo’n vijfenzestig jaar resideerden.
Na onder meer politieke en economische veranderingen vestigden de bisschoppen onder Balderik zich weer in Utrecht. Bisschop Balderik repareerde de muren van het voormalige Romeinse castellum en herstelde de kerkelijke gebouwen. Het castellum was inmiddels uitgegroeid tot de burcht Trecht. De Nederlanden waren in 925 aan het Duitse Rijk vervallen, en er ontstond een innige band tussen Utrecht en de Duitse keizer. Balderik was waarschijnlijk niet door de keizer aangesteld, maar hij kreeg nu te maken met het Rijkskerkenstelsel, ingevoerd door keizer Otto I. Otto wist Balderik voor zich te winnen door hem zijn zoon te laten opvoeden en vele schenkingen aan het bisdom te doen. Otto schonk ook in 936 de stad Utrecht het muntrecht. De positie van de Utrechtse handel werd nog verder versterkt door de verplaatsing van de markttol van Muiden naar Utrecht.

## Hoge en late middeleeuwen
In de hoge middeleeuwen profiteerde Utrecht van de ondergang van Dorestad. De welvarende handelswijk Stathe was direct westelijk van de burcht gelegen rond de Steenweg en Boterstraat . Eind van de 10e eeuw werd een nieuwe waterweg gegraven die van Stathe naar de Vecht liep, dit is het huidige noordelijk deel van de Oudegracht. De eerste parochiekerk, de Buurkerk, zal ook in de 10e eeuw in deze handelswijk zijn gesticht. Een tweede handelscentrum groeide aan de nieuw gegraven waterweg in het noordelijk deel van de huidige binnenstad, maar verzandde al snel. Kleinere, meer agrarische, nederzettingen ontstonden naast Stathe in het westelijk en zuidelijk deel van de huidige binnenstad. In 1007 wisten volgens een kroniek Vikingen nogmaals Utrecht te bereiken, maar met het door de bewoners in brand steken van de handelsnederzetting en het terugtrekken in de burcht, vertrokken deze Vikingen weer.
In de loop van de 11e eeuw werd het kerkelijk centrum op en rond het Domplein grootschalig uitgebreid met onder meer drie nieuwe kapittelkerken en een abdij, die rondom de voorloper van de huidige Domkerk gebouwd werden. Sommigen vermoeden dat dit zogeheten kerkenkruis met opzet gepland was, hoewel anderen dit betwijfelen. De bisschop bouwde aan de burcht zijn bisschoppelijk paleis en keizer Hendrik III voegde daar zijn palts Lofen aan toe.

### Stadsrechten

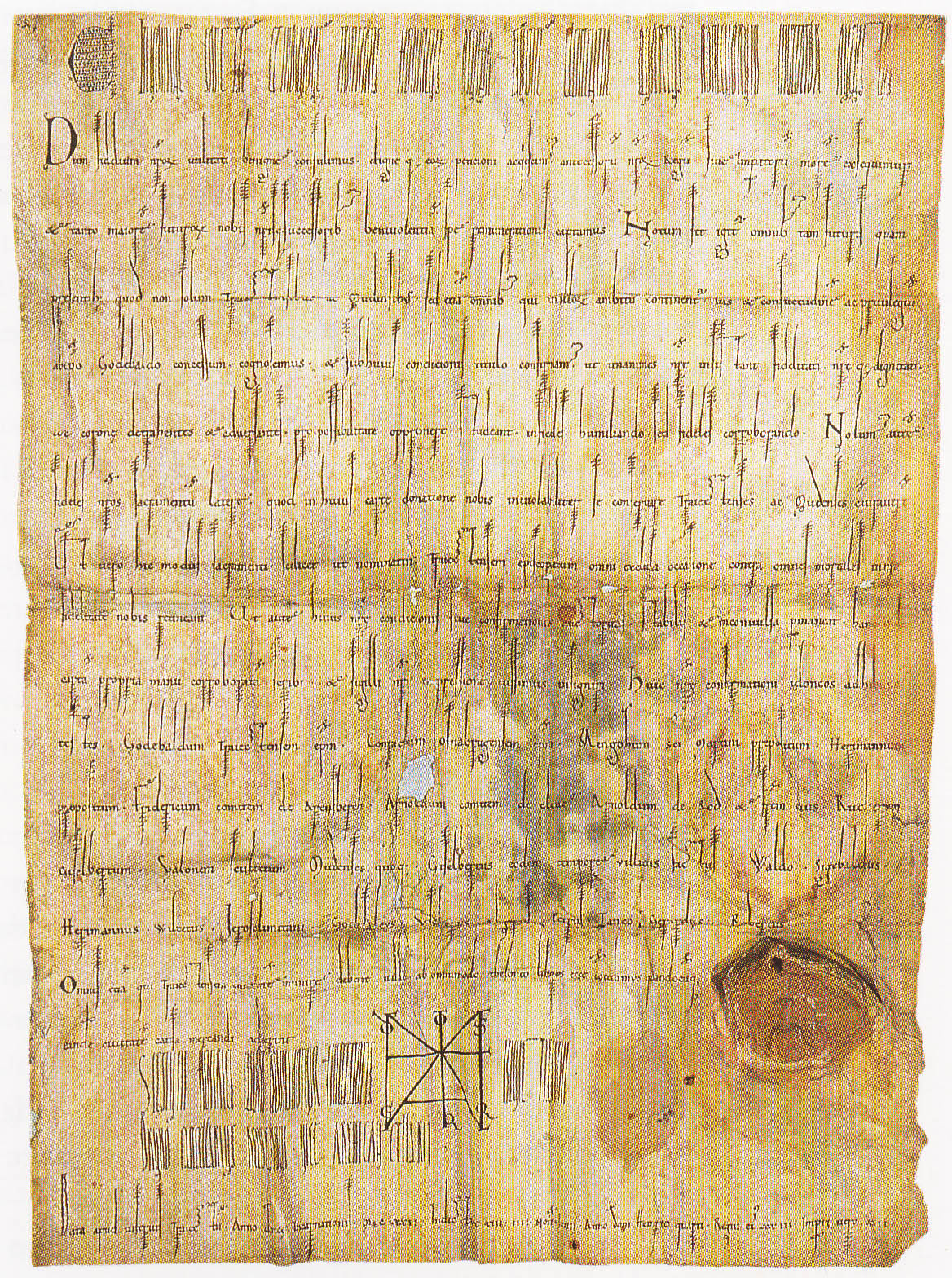
Oorkonde met de bevestiging van de "stadsrechten" voor Utrecht

Toen keizer Hendrik V zich in mei 1122 in Utrecht bevond, raakten zijn hovelingen slaags met de dienstlieden van bisschop Godebald. In de afwikkeling van dit incident deden vele Utrechters hun beklag over het eigenmachtige optreden van de bisschop en de hoge tollen, die in strijd waren met hun oude rechten. In twee oorkondes bevestigde keizer Hendrik V op 2 juni 1122 de stadsrechten van Utrecht en erin werden verschillende rechten en plichten opgemaakt zoals de handhaving van het marktrecht door de Utrechtse schepenen en de hoogte van de toltarieven. Tevens dat iedereen werd vrijgesteld van de toltarieven die moest bijdragen aan de aanleg van de Utrechtse stadswal. In eerste instantie werd die kort daarop uitgevoerd in de vorm van een aarden wal en daaromheen een bijna 6 kilometer lange verdedigingsgracht (Stadsbuitengracht), waarbij gedeeltelijk gebruik werd gemaakt van de reeds aanwezige rivierlopen. De zeer ruim aangebrachte stadsgrens omvatte de burcht met de naastgelegen handelswijk inclusief de kapittelterreinen van Sint-Pieter en die van de verder weg gelegen Sint-Marie, de westelijke en zuidelijke nederzettingen, en het gebied rond de naar het noorden gegraven Oudegracht. De toegang over land tot de stad zou via een van de vier met een brug uitgevoerde toegangen via stadspoorten in de eeuwen daarna gaan gebeuren, met in iedere windstreek een. In Utrecht werd in of direct na 1122 het zuidelijk deel van de Oudegracht gegraven. Omdat in datzelfde jaar de Rijnloop naar Utrecht bij Wijk bij Duurstede werd afgedamd, werd in 1127 het eerste deel van de Vaartsche Rijn vanaf de stad Utrecht als zuidelijke vaarroute gegraven om een ontsluiting te geven naar de Rijn.
Door de bloei ontstond een netwerk van straten binnen de muren en de welgestelden bouwden volop stenen huizen. In die tijd had Utrecht een voorsprong op andere Nederlandse steden, waar stenen woningen nog zeldzaam waren. In de middeleeuwen was Utrecht als bisschopszetel en grootste stad van de Noordelijke Nederlanden het belangrijkste culturele centrum in dit deel van Europa.

### Bloei
De groei van de bevolking blijkt onder meer uit het feit dat er drie nieuwe parochies werden afgesplitst van de oudste parochie, die van de Buurkerk. Het bestuur van de stad bestond aanvankelijk uit schout en schepenen, maar al in 1196 werd er een Raad gevormd, die tot de oudste behoort ten noorden van de Alpen.
Vanaf de 12e eeuw werd de macht van naburige vorsten groter, terwijl die van de Utrechtse bisschop afnam. Gedurende de hele Middeleeuwen hebben vooral Holland en Gelre geprobeerd delen van het Sticht in te lijven. Binnen de stad ontstonden twee overheersende partijen, waarvan de een pro-Holland was en de ander pro-Gelre. Eeuwenlang hebben deze partijen elkaar te vuur en te zwaard bestreden. Bij verschillende van deze gelegenheden kan gerust gesteld worden dat er sprake was van burgeroorlog.
Ondanks deze strijd en ondanks de toenemende concurrentie van de Hollandse steden vanaf de 13e eeuw, bleef Utrecht de grootste en welvarendste stad en het belangrijkste culturele centrum in de Noordelijke Nederlanden. De welgestelden bouwden vanaf 1175 grote stenen huizen langs de Oudegracht, vooral nadat rond het midden van de 13e eeuw het gebruik van baksteen algemeen werd. De weerbare huizen daarin worden ook wel stadskastelen genoemd. Talrijke kloosters vestigden zich in en rond de stad. De huidige Domkerk werd vanaf 1254 gebouwd.
In 1304 deden de gilden een succesvolle greep naar de macht, en zij zouden tot 1528 een grote rol in het stadsbestuur blijven spelen. Met het graven van de Nieuwegracht eind 14e eeuw was het stratenpatroon binnen de stad grotendeels voltooid. Opvallend is het grote aantal gasthuizen (tehuizen voor behoeftigen) dat in deze eeuw ontstond. Het grootste prestigeproject van de 14e eeuw was echter de bouw van de kolossale Domtoren, een van de grootste torens die tot dan toe was gebouwd. Eeuwenlang kende men daarnaast een groot, onderhorig, gebied rond de stad: de stadsvrijheid, onderverdeeld in buitengerechten. Tevens was de banmijl van kracht.
De dreiging van de buurstaten van het Sticht bleef groot. Bewoners van het Nedersticht dwongen bisschop Arnold van Horne in 1375 de Stichtse Landbrief uit te vaardigen, waardoor zij als Staten van het Nedersticht controle konden uitoefenen op de wijze waarop politiek bedreven werd. De Staten bestonden uit vertegenwoordigers uit de vijf Utrechtse kapittels, de adel en diverse steden. Utrecht nam door zijn dominante positie een overheersende positie in de Statenvergaderingen in.

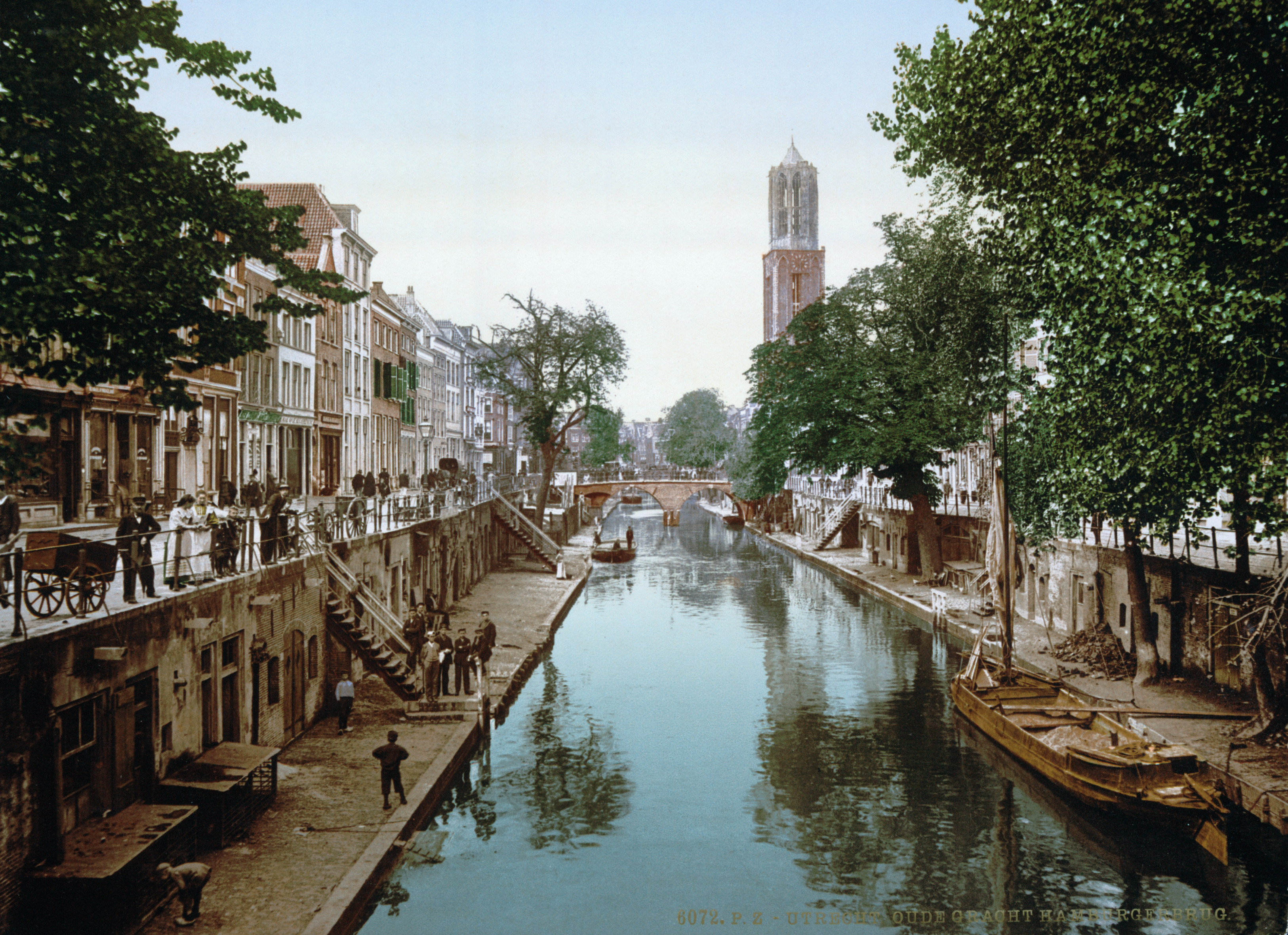
Deel van de Oudegracht met werven en werfkelders en op de achtergrond de Domtoren, alle in de middeleeuwen aangebracht.

In 1200 telde Utrecht ongeveer 3000 inwoners. Deze woonden merendeels nog op natuurlijke of kunstmatige ophogingen in de stad, met name in en rond de handelswijk Stathe. Forse immuniteitsgebieden lagen rond de kapittelkerken. De inwoners kenden rond die tijd ook kleinere of grotere rampen, vooral veroorzaakt door ziekten, vuur en water. Met grote regelmaat werd de, met name armere, stadsbevolking in de middeleeuwen tot de eeuwen erna geteisterd door verschillende ziekten zoals de pest. Ondanks de soms grote aantallen sterfgevallen tijdens epidemieën, bleef over het algemeen het inwoneraantal gelijk of groeide zelfs door een minstens even grote instroom van nieuwe stadsbewoners. Eenzelfde soort gevaar vormden stadsbranden zoals in 1253. Hiertegen kwamen wel adequate maatregelen zoals verstening en verplaatsing van brandgevaarlijke bedrijvigheid naar de nieuw opgezette voorstad Bemuurde Weerd. Overstromingsproblemen en problemen met de bereikbaarheid voor de kooplieden over water werden vanaf de hoge middeleeuwen door de aanleg van diverse waterbouwkundige werken in de stad en ver daarbuiten, gaandeweg grondig aangepakt. Toch zou de Allerheiligenvloed van 1170 Utrecht wateroverlast bezorgen en drie jaar later nog eens een grote rivieroverstroming plaatsvinden. Langs de grachten ontstonden de vandaag de dag karakteristieke werven en werfkelders. Vooral de Oudegracht vormde een twee kilometer lange haven met dubbele kade, die als levensader van noord naar zuid door de stad liep. Tevens konden met de waterregulering de lagergelegen gebieden binnen de stadsmuur gebruikt gaan worden voor de groeiende bevolking. In 1300 was het inwoneraantal gestegen tot rond 5500 tot 7000. De stad kreeg veel ambachtslieden erbij die het agrarische platteland verlieten. Bijkomende handel volgde in hun voetspoor en de langeafstandhandel werd sterk uitgebreid met regionale handel. In 1425 barstte een langdurige opvolgingsstrijd rond de bisschopszetel los. Vroege kunstenaars die in Utrecht werkzaam waren, zijn boekverluchters zoals Michiel van der Borch. In de 15e eeuw bereikte de Utrechtse boekverluchting haar hoogtepunt. De boekdrukkunst kwam op Europese schaal al zeer vroeg naar Utrecht. In 1500 telde de stad ongeveer 20.000 inwoners.

## Vroegmoderne Tijd

### Machtsoverdracht aan Karel V

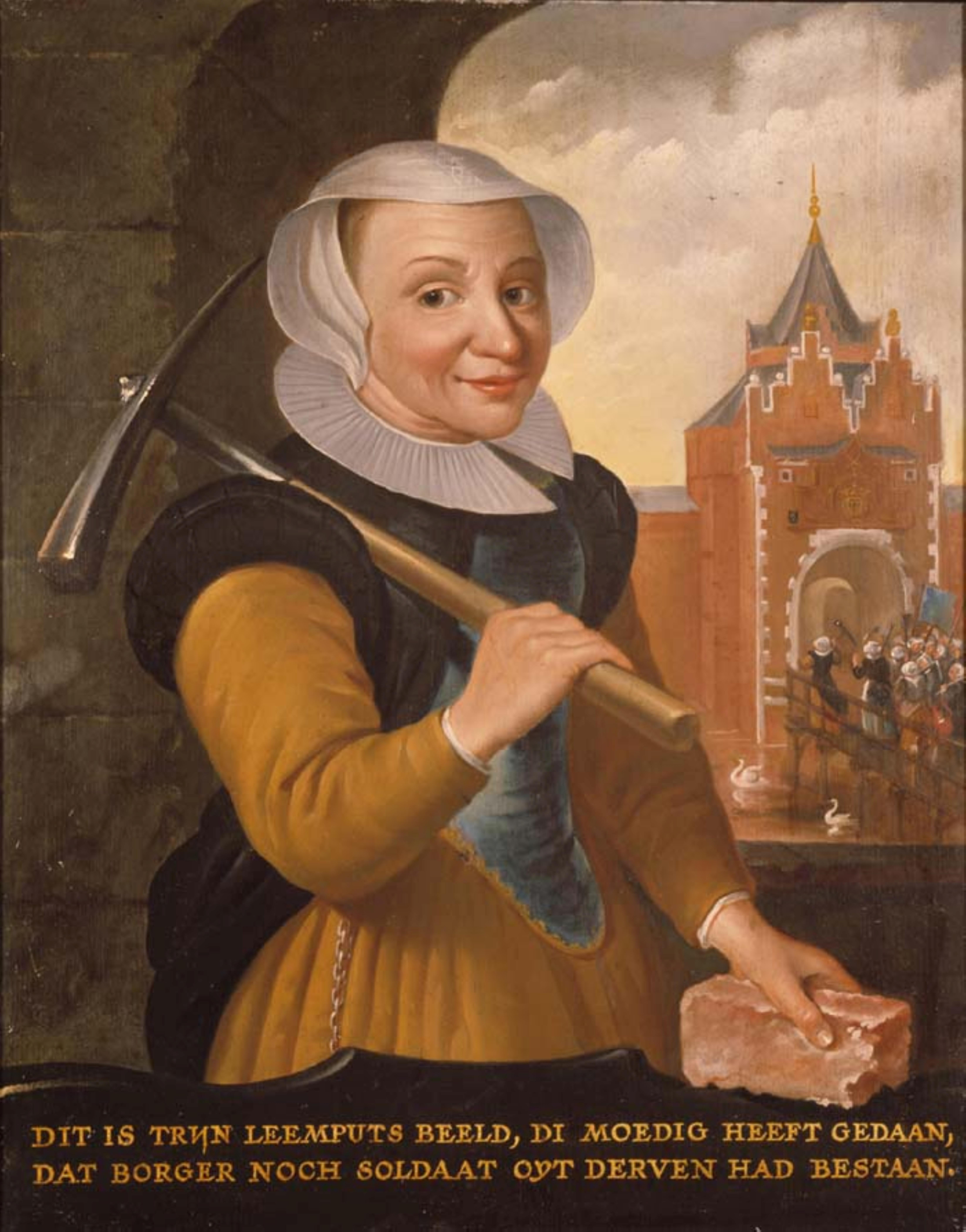
Trijn van Leemput die volgens de overlevering in 1577 de aanzet zou hebben gegeven tot de sloop van de dwangburcht Vredenburg. Anoniem, rond 1650.

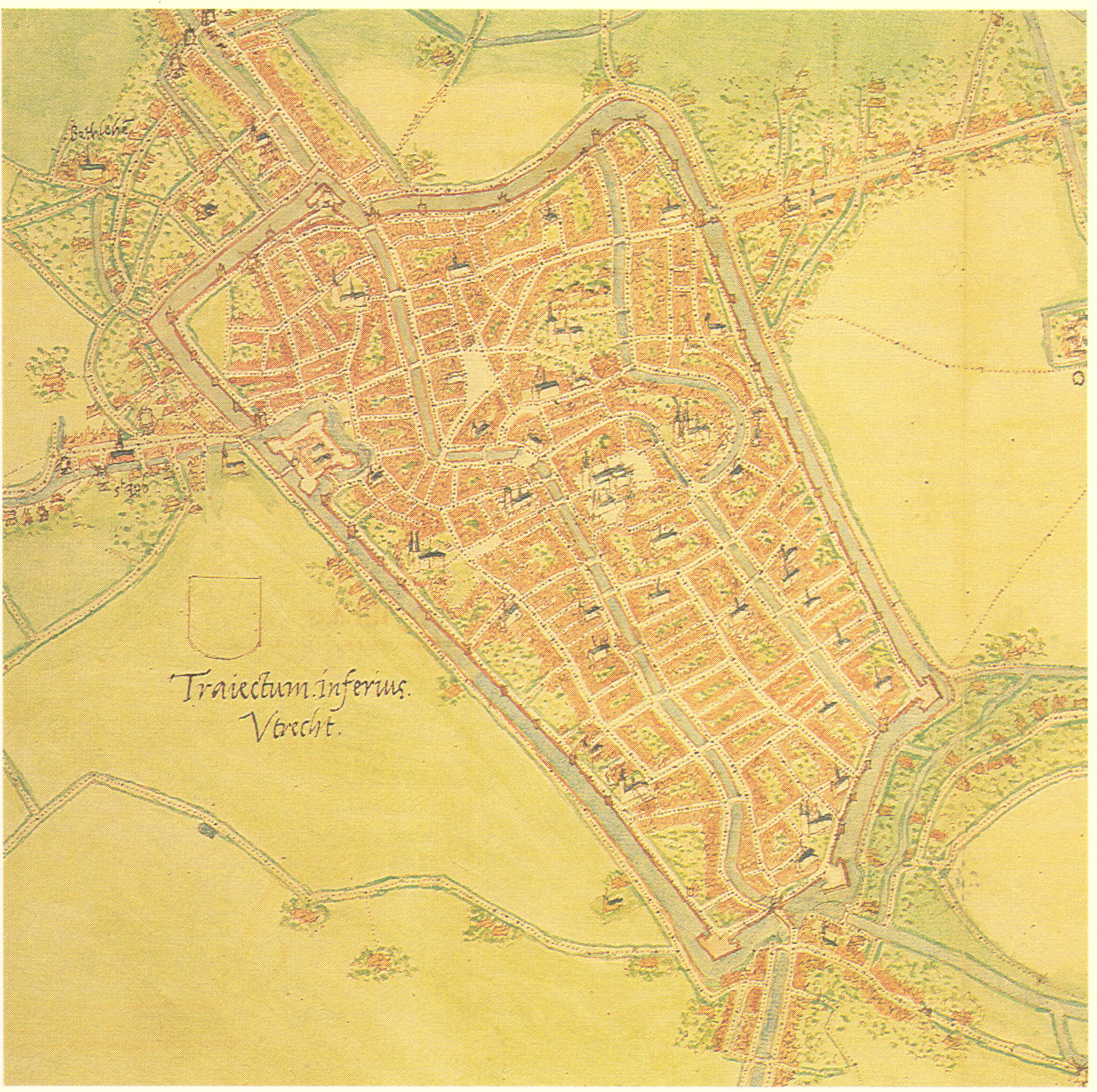
Utrecht in 1556 zoals getekend door Jacob van Deventer

David van Bourgondië was de laatste bisschop van Sticht Utrecht die nog werkelijke wereldlijke macht uitoefende. Na zijn overlijden in 1496 zaten nog drie bisschoppen op de troon die steeds vaker in het nauw kwamen in de machtsstrijd tussen de Habsburgers en graven van Gelre. Bisschop Hendrik van Beieren koos in 1527 definitief de Habsburgse kant en wilde in de stad een dwangburcht bouwen. Nadat de Utrechtse bevolking hiervan op de hoogte kwam vroeg het de hulp in van Karel van Gelre die in 1527 troepen naar de stad stuurde. Te laat, de bisschop had inmiddels de wereldlijke macht aan keizer Karel V overgedragen. Op 21 oktober 1528 kwam dan ook een einde aan Sticht Utrecht, waarna de dwangburcht Vredenburg werd gebouwd. De bisschoppen van Utrecht behielden wel hun kerkelijke macht maar het bestuur werd uitgeoefend door een stadhouder die zijn bevelen ontving van het hof in Brussel. Het verlies van de vrijheid had ook een positieve kant; er was nu rust en orde en dat had gunstige gevolgen voor de handel en nijverheid.
In deze periode dreigde de destijds zeer ruim aangebrachte stadsmuur gebrek aan ruimte op te leveren voor de inmiddels 30.000 inwoners tellende stad. De reformatie bracht echter grootschalige ontneming van het grofweg 1/3 tellende katholieke grondbezit in de stad met zich mee, waardoor nieuwe grond beschikbaar kwam voor woningbouw. De infrastructuur in de stad die daarvoor menigmaal doodliep op zulke percelen, werd samen met rooilijnen en bestratingen drastisch gewijzigd. De stadsverdediging werd na de eerdere bouw van onder meer Sonnenborgh met 5 bolwerken uitgebreid. Qua schilderkunst kent men de Utrechtse School. De economie bloeide weer op. Echter deze zou samen met het bewonersaantal niet de tendens gaan meemaken zoals in vele steden in de Republiek. De Utrechtse markt en nijverheid namen uiteindelijk af tot een lokaal/regionaal karakter; het aantal inwoners zou vanaf 1525 drie eeuwen lang ruwweg gelijk blijven. In 1573 ontstaat een wijkindeling binnen de stad met in iedere wijk een eigen schutterij. In de 16e eeuw speelden zich meerdere heksenprocessen in de stad af, zoals in 1595 voor het Hof van Utrecht. Een enkele lutherse "ketter" eindigde in die eeuw ook in Utrecht op de brandstapel.

### Ingreep van prins Maurits

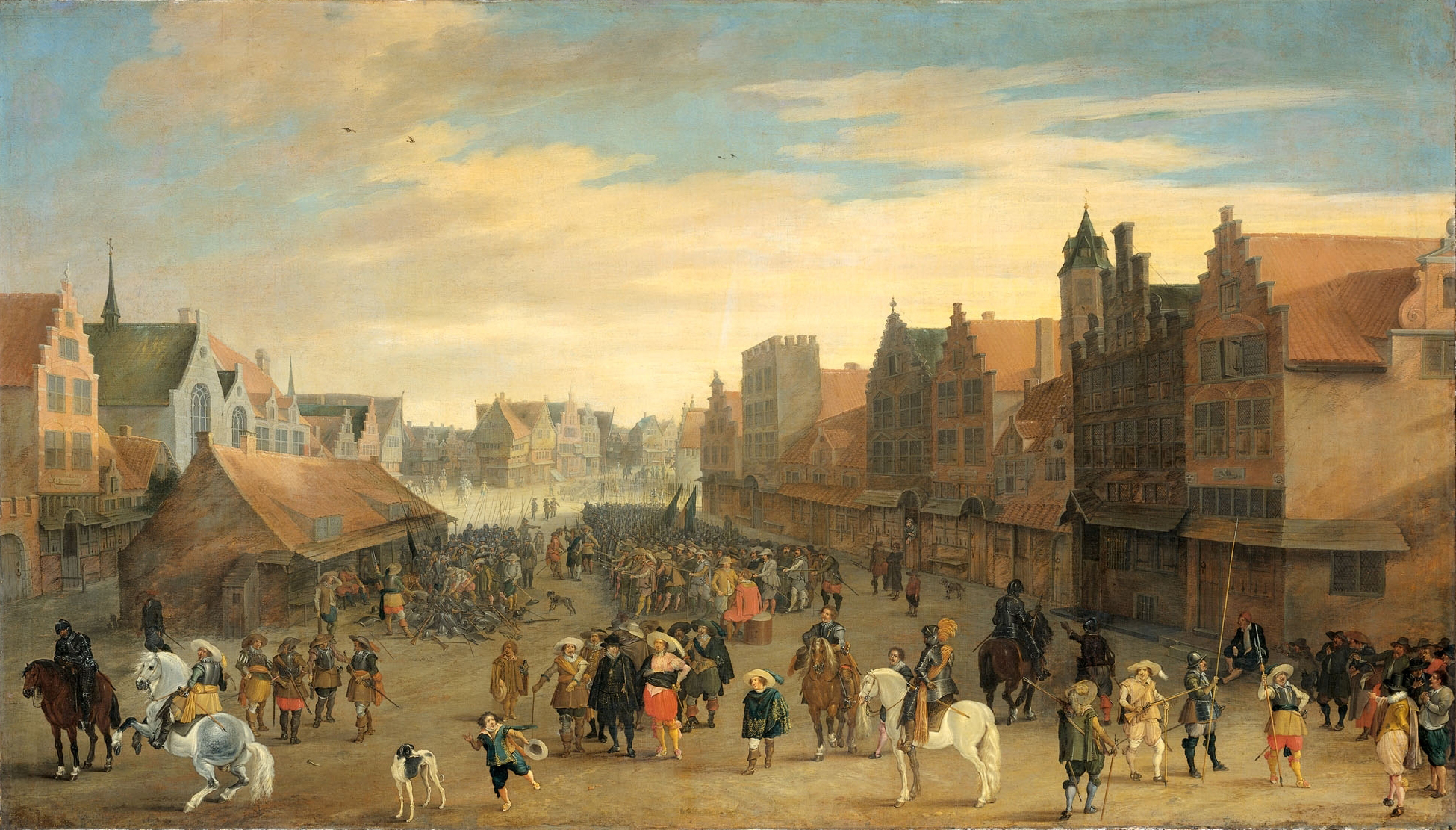
Het afdanken der waardgelders door prins Maurits op de Neude te Utrecht, 31 juli 1618 door Joost Cornelisz. Droochsloot, 1625

Gedurende de periode van het Twaalfjarig Bestand werd de stad op godsdienstig en politiek gebied beheerst door de Remonstranten. Zij bezetten alle acht predikantsplaatsen en het voltallig stadsbestuur. De Contraremonstranten gingen 's zondags de stad uit om in het veld diensten te houden, en werden daar dan voor beboet. In 1617 dreigden onlusten van de contraremonstranten, zodat de Staten van Utrecht waardgelders (huursoldaten) in dienst namen. Prins Maurits beschouwde dit als een provocatie en aantasting van het militaire monopolie van de Staten-Generaal, de Unie. Op 31 juli 1618 trok hij Utrecht binnen en ontsloeg de waardgelders die naar de Neude waren opgeroepen. Tegenstanders (staatsgezinden) werden gevangengenomen, zoals raadpensionaris Gilles van Leedenberch, die zelfmoord pleegde voordat hij net als Oldenbarnevelt onthoofd kon worden. Zijn doodskist werd in Den Haag toen maar ter afschrikking aan de galg gehangen.
Tevens verzette Maurits de wet, dat wil zeggen hij stelde een nieuw stadsbestuur aan: aanhangers van een sterke stadhouder. De middenklasse van gildemeesters en vrije beroepen kwam aan de macht, maar er vormde zich een nieuw exclusief patriciaat, dat onderling de ambten verdeelde: regentenfamilies als Martens, Strick en Van Wijck en Nellesteyn – zie Lijst van burgemeesters van Utrecht.

### Universiteit
De illustere school uit 1634 werd twee jaar later verheven tot Universiteit Utrecht en geopend op 26 maart 1636. De universiteitsbibliotheek kreeg haar locatie op het Janskerkhof. Een jaar later opende de Maliebaan waar men het maliespel speelde. Op deze locatie speelde men al twee eeuwen eerder balspelen. Op het bolwerk Sonnenborgh werd in 1639 een academische kruidentuin aangelegd (de voorloper van de Oude Hortus). In 1642 kreeg de universiteit tevens de Smeetoren toegewezen, waar een sterrenwacht op werd ingericht. Later werden hier ook weerkundige waarnemingen verricht.

### Franse bezetting

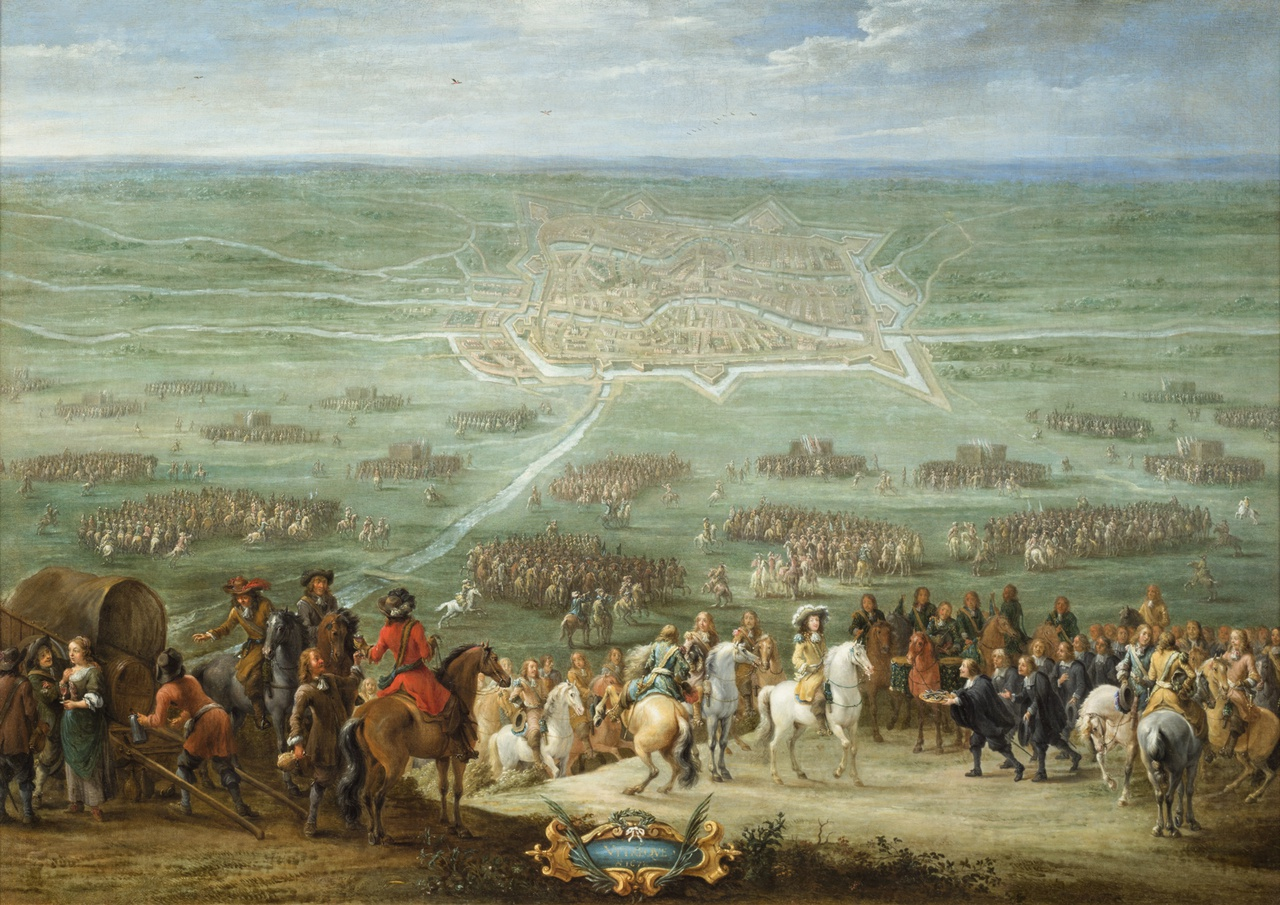
Lambert de Hondt (II): De overgave van de stad Utrecht op 30 juni 1672 aan de Franse koning Lodewijk XIV, 1672, Centraal Museum Utrecht

De oorlog van het rampjaar 1672 met Frankrijk, Engeland, Keulen en Münster werd ernstig voor Utrecht toen een sterk Frans leger vanuit Gelderland naderde. Utrecht wilde de voorsteden niet platbranden om een goed schootsveld te krijgen, zoals toen nog kapitein-generaal
Willem III aanbeval. De stadsmuren waren verwaarloosd en overwoekerd. De Staatse troepen trokken zich terug uit hun kampement aan de Daalsedijk en verdwenen achter de Hollandse waterlinie, zodat de stad zich overgaf aan de Franse markies De Rochefort, die op 13 juni 1672 de sleutels op het stadhuis ontving. Een paar dagen later kwam Lodewijk XIV langs. Een deel van de elite had de stad verlaten, burgemeester Johan van Nellesteyn was gevlucht naar Amsterdam, maar de vroedschap bleef aan. Duizenden soldaten werden ingekwartierd en de stad moest geld en natura leveren, terwijl het economisch toch al niet goed ging: voedselprijzen stegen. Tot ergernis van de hervormden werd de Dom ingericht als katholieke kerk en verscheen er een processie in de straten. Op 13 november 1673 vertrokken de Fransen, na een heffing van fl 450.000 om plunderingen te voorkomen. Ook staken ze dijken door en namen ze 20 voorname inwoners – onder anderen de hoogleraar Henricus Regius – mee als gijzelaars.
De Staten-Generaal bezetten daarop de stad met Staatse troepen en verweet Utrecht dat het zich in 1672 had overgegeven door de "sleuteldragers". De vroedschap werd afgezet en pas na een paar maanden werd Utrecht voorwaardelijk tot de Unie toegelaten door de andere gewesten. Stadhouder Willem III zou voortaan alle benoemingen in ambten doen. Op 16 april 1674 werden nieuwe leden van de Staten van Utrecht en de vroedschap benoemd. 27 nieuwe figuren traden aan, allen streng-hervormd en Oranjegezind. Everard van Weede van Dijkveld, luitenant van Willem III hield hen in de gaten.
De zomerstorm van 1 augustus 1674 veroorzaakte in Utrecht een tornado of een boogecho – een schriklijk tempeest – die een deel van de stad verwoestte, waaronder het schip van de Domkerk. Het schip had uit zuinigheid geen luchtbogen, anders dan het koor, dat gespaard bleef. Door sommigen werd de ramp gezien als straf van God voor de katholieke inrichting van de kerk tijdens de Franse bezetting. Tot begin 19e eeuw lagen er resten puin op het Domplein. Hierdoor werd deze plaats een ontmoetingsplek voor homoseksuelen, wat rond 1731 leiden tot de Utrechtse homoseksuelenaffaire. De term 'Utrechtenaar' werd hierdoor synoniem voor homoseksueel, vanaf de jaren '30 van 20e eeuw zou men een inwoner van Utrecht als 'Utrechter' aanduiden.

### Economische neergang in de 18e eeuw
Hoewel Utrecht aanvankelijk minder last had van de teruglopende koopvaardij, nam de werkloosheid vooral na 1750 sterk toe. Initiatieven als de suikerraffinage en het mislukte plan Utrecht met de Zuiderzee te verbinden hadden onvoldoende banen geschapen. Aan de Kruisvaart is nog het begin van het havenplan te zien. Wel geslaagd was de productie van vingerhoeden.

### Patriottentijd

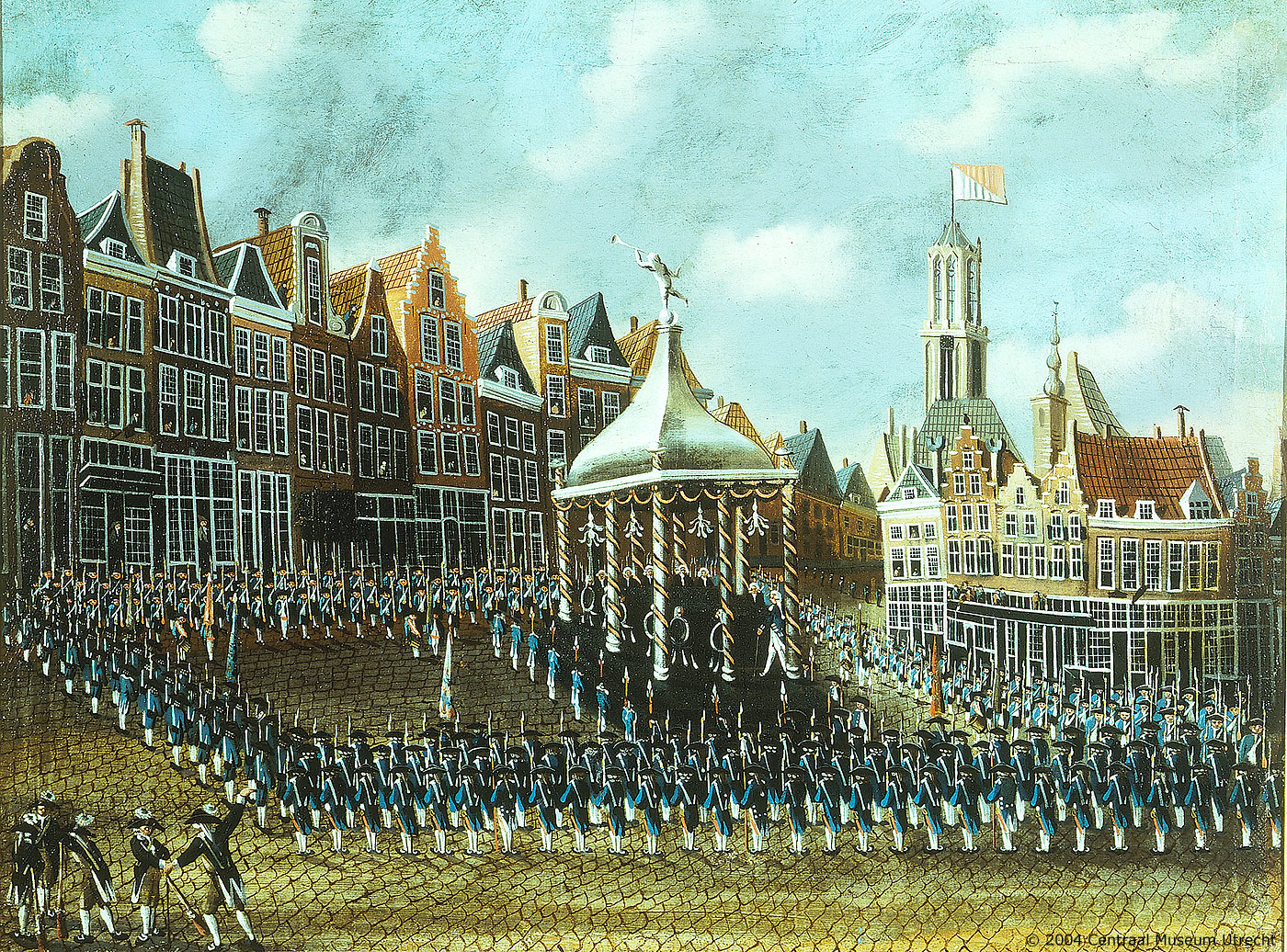
Patriotten op de Neude in 1786

De Vierde Engelse Oorlog brak in 1780 uit en verliep nadelig voor de Republiek, zowel militair als economisch. In Utrecht nam het verzet toe tegen de Pesterse Cabale, de kliek rond Willem Nicolaas Pesters, de plaatselijke vertegenwoordiger van Stadhouder Willem V. Zijn invloed op het stadsbestuur werd uitgeschakeld en de oprichting van een schutterij (exercitiegenootschap) Pro Patria et Libertate toegestaan. Deze oefende onder veel belangstelling in het Sterrenbos bij de Catharijnesingel. Deze schutterij onder leiding van de Ceylonees P.P.J. Quint Ondaatje en J. van Lidt de Jeude ontwikkelde zich tot een politiek gezelschap. Op 6 december 1784 organiseerde Pro Patria de eerste nationale bijeenkomst van gewapende burgercorpsen, die werd bijgewoond door een vijftigtal afgevaardigden van ongeveer twintig schutterijen.

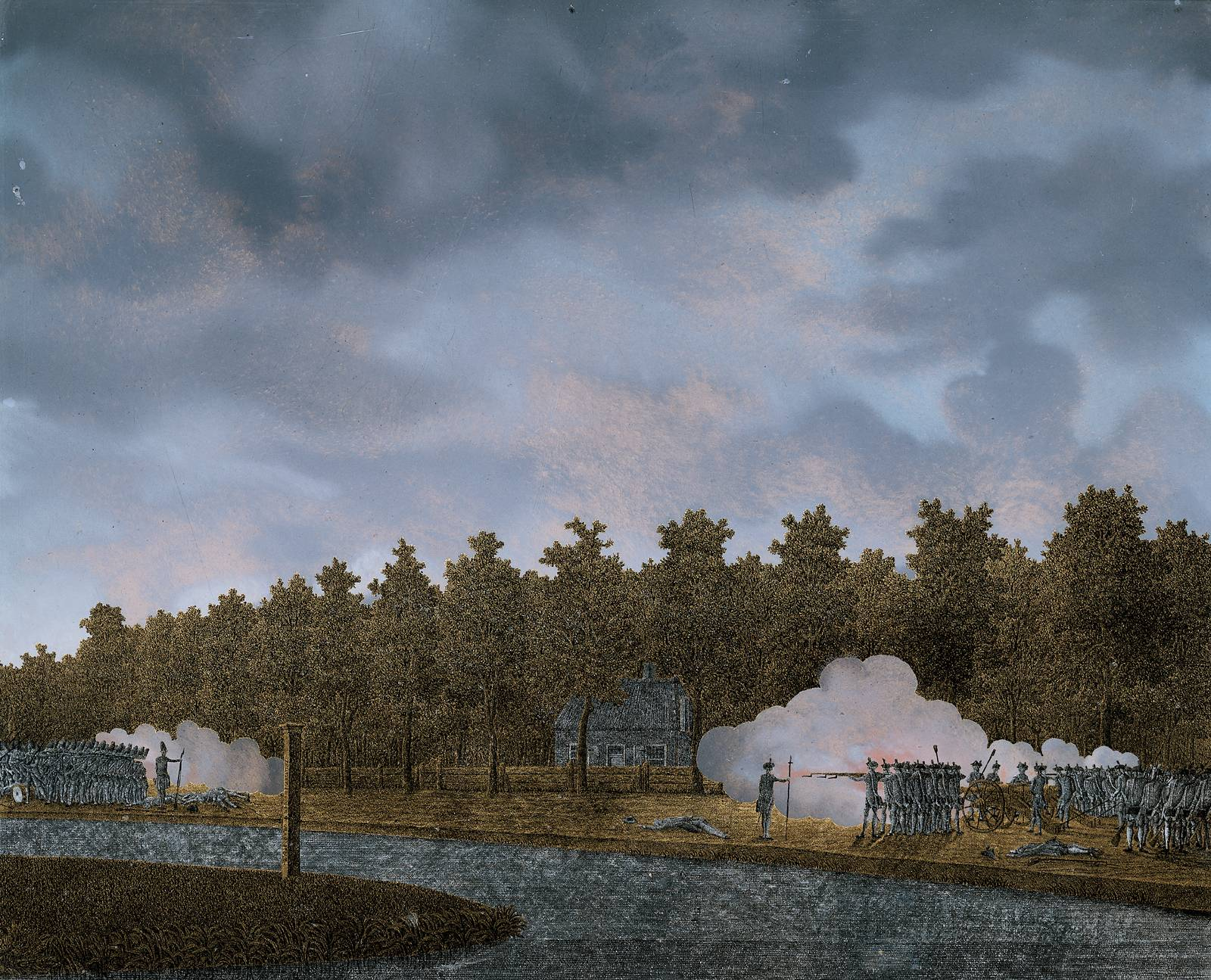
Vuurgevecht aan de Vaartsche Rijn bij Vreeswijk op 9 mei 1787, 's avonds om tien uur. Rechts de Utrechtse patriotten, links de troepen van de stadhouder. Met grenspaal. Verguld glas (verre églomisé), Jonas Zeuner, Rijksmuseum Amsterdam.

Toen de vroedschap niet reageerde op een verzoekschrift (Concept-Reglement) met zo'n 1200 ondertekenaars, belegerden de patriotten het stadhuis in maart 1786. In augustus 1786 lieten ze een nieuwe vroedschap benoemen, waarmee Utrecht het brandpunt werd van de Patriottenbeweging. Op 12 oktober 1786 kreeg de stad een democratisch bestuur. De Staten van Utrecht bleven de stadhouder trouw en weken uit naar Amersfoort. Op 9 mei 1787 kwam het tot een militair treffen bij Vreeswijk, waarbij doden vielen en de Utrechtse patriotten stadhouderlijke soldaten versloegen.
Na de aanhouding van de Prinses te Goejanverwellesluis vaardigde haar broer Frederik Willem II van Pruisen op 9 september een ultimatum uit. De Staten van Holland hoopten vergeefs op hulp van Frankrijk en wezen dit ultimatum af, terwijl Engeland Pruisen aanmoedigde.
Op 13 september 1787 kwamen 25.000 Pruisische troepen van Brunswijk de grens over. De stellingen bij Vreeswijk en Vianen werden ontruimd en de leden van schutterijen uit de provincie Holland ontruimden de stad Utrecht. In de morgen van 17 september rukte het leger van Willem V de stad binnen. Vele patriotten waren gevlucht en afgezette regenten werden in het stadsbestuur hersteld. De Staten van Utrecht keerden terug uit Amersfoort. Alle maatregelen van de patriotten werden ongedaan gemaakt en het was verstandig om op straat oranje te dragen als men niet aangevallen wilde worden.

## 19e eeuw
Begin 19e eeuw liet Lodewijk Napoleon, koning van het Koninkrijk Holland, een residentie bouwen in de stad. Utrecht zou daarin gedurende zo'n half jaar de hoofdstad zijn van het Koninkrijk Holland.

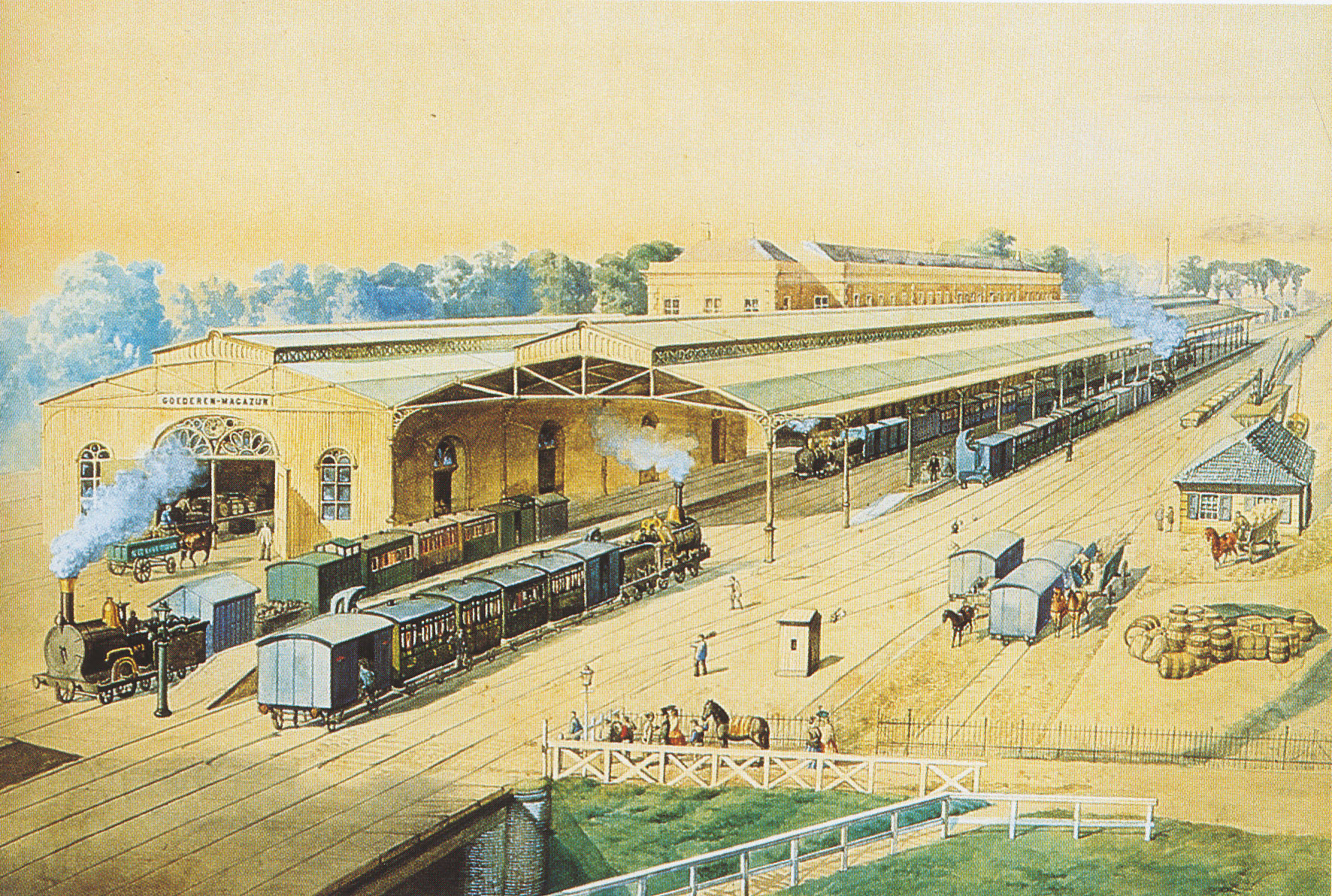
Perron van de Nederlandsche Rhijnspoorweg-Maatschappij in 1866 te Utrecht, later het Centraal Station

Zo'n drie eeuwen lang was tot het vertrek van de Fransen in 1813 het inwoneraantal van de stad ruwweg rond de 30.000 gebleven. Door geboorteoverschot en instroom van nieuwe inwoners door een opbloeiende economie, verdrievoudigde in de 19e eeuw het aantal inwoners. Veel nieuwe inwoners waren afkomstig van het omliggende platteland en katholiek, wat tot veranderingen leidde in de religieuze verhoudingen binnen de stad en soms spanningen gaf. De bisschoppelijke hiërarchie werd hersteld met Utrecht als hoofdzetel. De bevolking woonde nog grotendeels binnen de reeds volgebouwde middeleeuwse stadswal. Meerdere cholera-epidemieën braken uit, vooral in de armere wijken als Wijk C en in 1850 slonk met bijkomende emigratie binnen enkele jaren de bevolking van 50.000 inwoners met 3500. Men onderkende al eerder dat de stadswal, stadspoorten en bolwerken niet meer functioneel waren. Met de bouw van de forten bij Utrecht als onderdeel van de Nieuwe Hollandse Waterlinie, werd deze oude stadsverdediging vanaf 1830 dan ook grotendeels afgebroken en ontstond het Zocherpark. Pas in de decennia na 1850 zou de leefsituatie gaandeweg aanzienlijk verbeteren door met name toenemende gezondheidszorg en kennis vanuit de medische wetenschap in de Utrechtse universiteit, eerste stadsuitbreidingen, woningverbeteringen en hygiënemaatregelen. Rond 1900 groeide de stad naar 100.000 inwoners.
In de eerste helft van de 19e eeuw waren er in Utrecht, naast de traditionele nijverheid en de regionale markt, bedrijven die vrijwel allemaal nog een kleinschalig karakter hadden. De toegenomen bouwnijverheid bracht nieuwe banen. Daarbij vormde de overheid een belangrijke werkgever. In 1843 kreeg Utrecht een treinverbinding. Rond 1870 was de stad uitgegroeid tot het knooppunt van de spoorwegen in Nederland waardoor steeds meer handel, industrie en dienstverlening hun weg vonden naar de stad.
De vrije tijd werd in de 19e eeuw door de (wat meer) welgestelden deels doorgebracht in Park Tivoli, het Gebouw voor Kunsten en Wetenschappen en de schouwburg op het Vredenburg. De voorloper van het Centraal Museum die de oudheidkundige stadscollectie beheerde, werd in 1838 voor het publiek geopend in het Utrechtse stadhuis. Populair waren de talrijke kroegjes en koffiehuizen/cafés, en de jaarlijkse grote kermis op het Vredenburg. Vanaf het eind van de 19e eeuw kwam daar de bioscoop en de sport (vooral voetbal) bij.

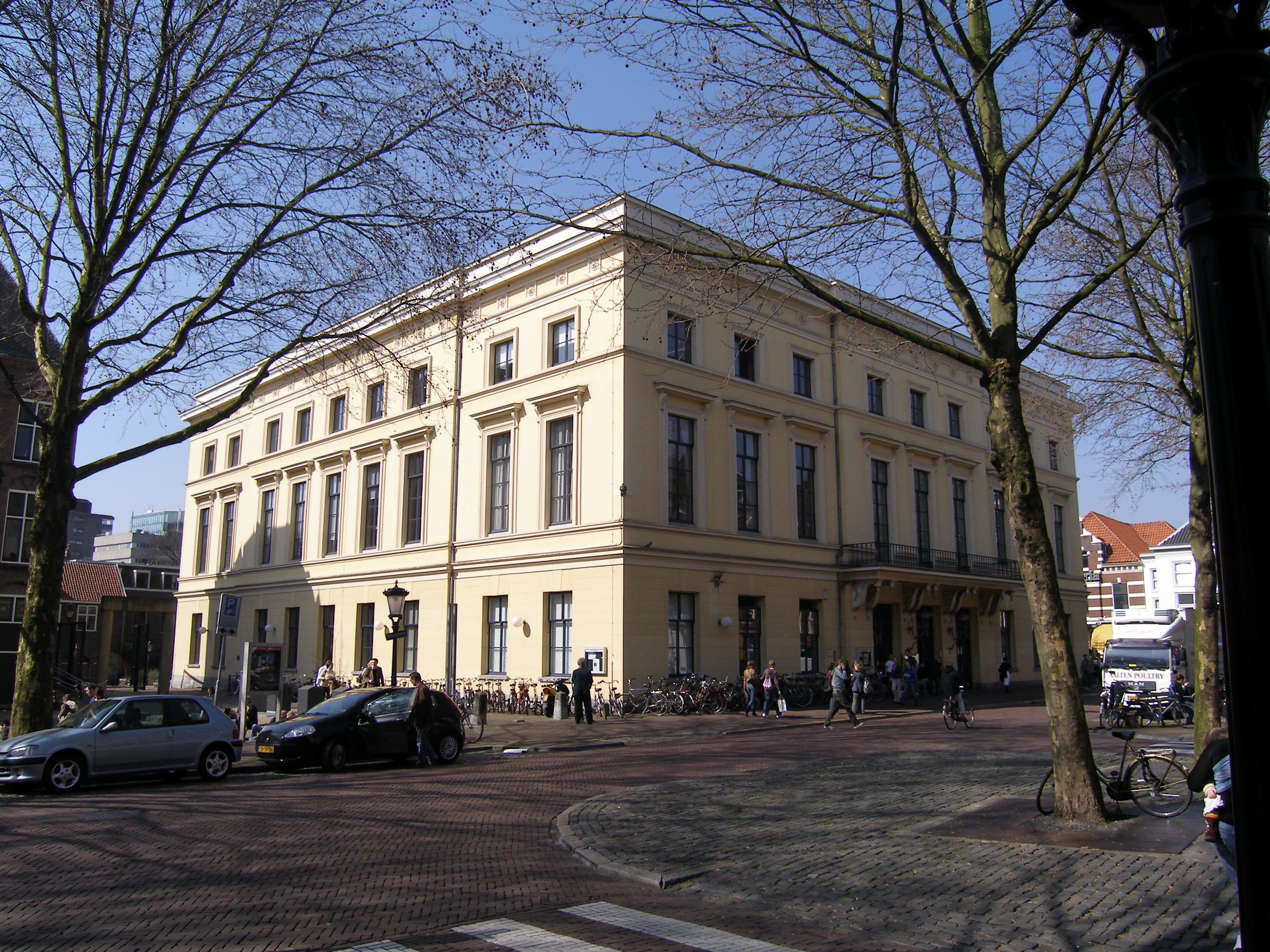
Gebouw voor Kunsten en Wetenschappen
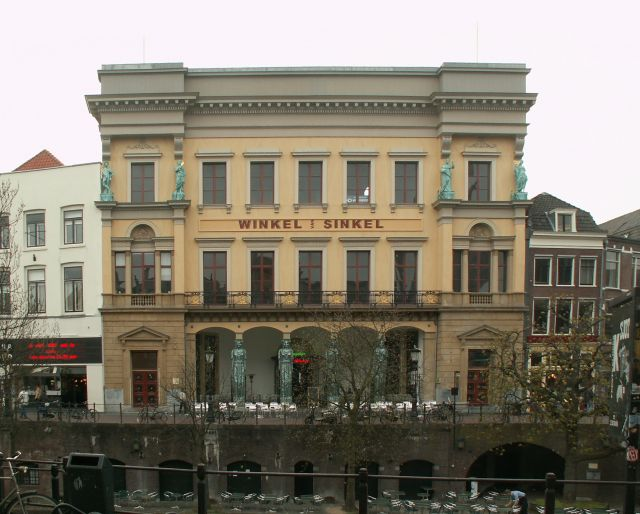
De Winkel van Sinkel
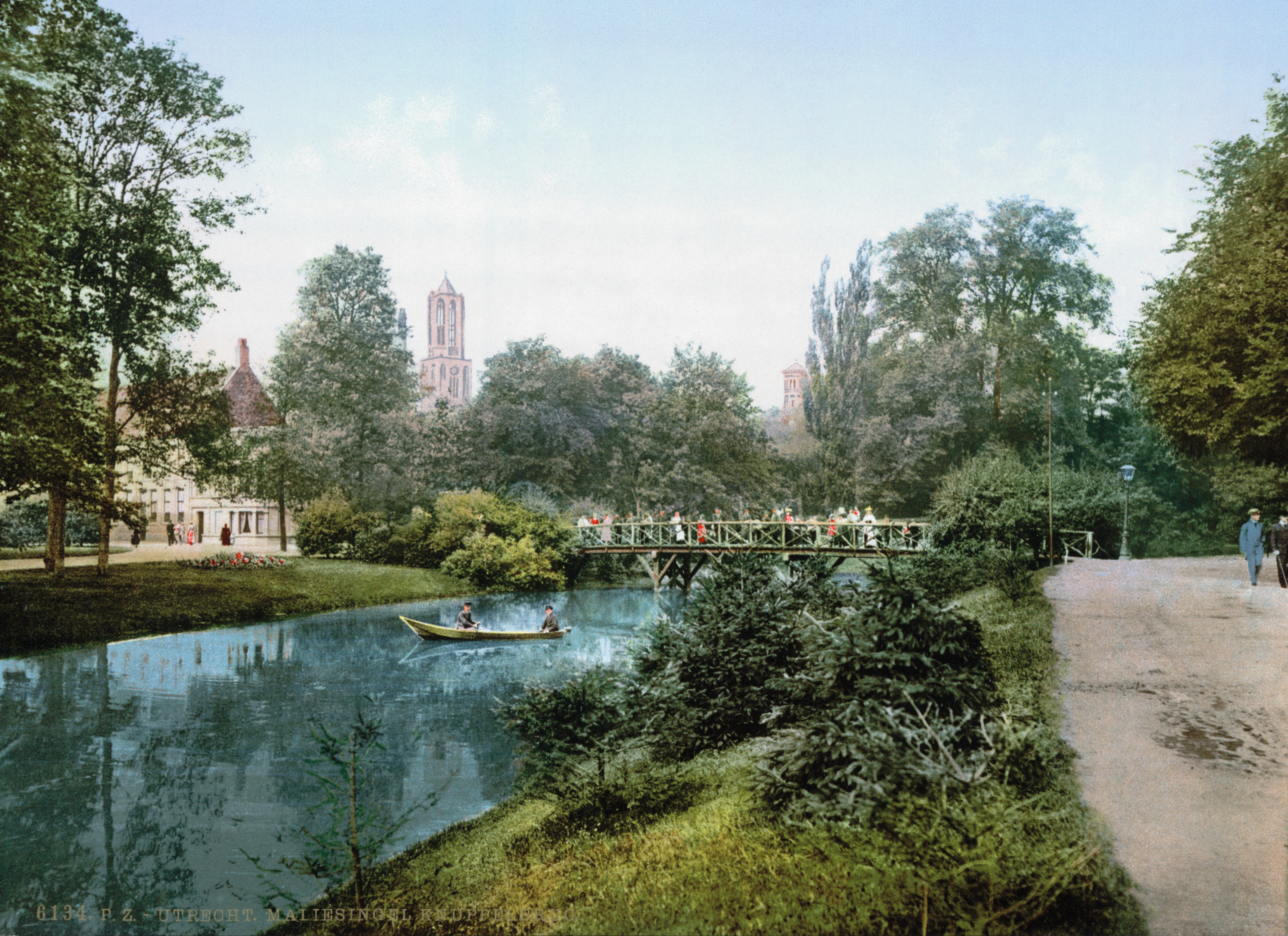
Zocherpark op de plaats van de stadsverdediging
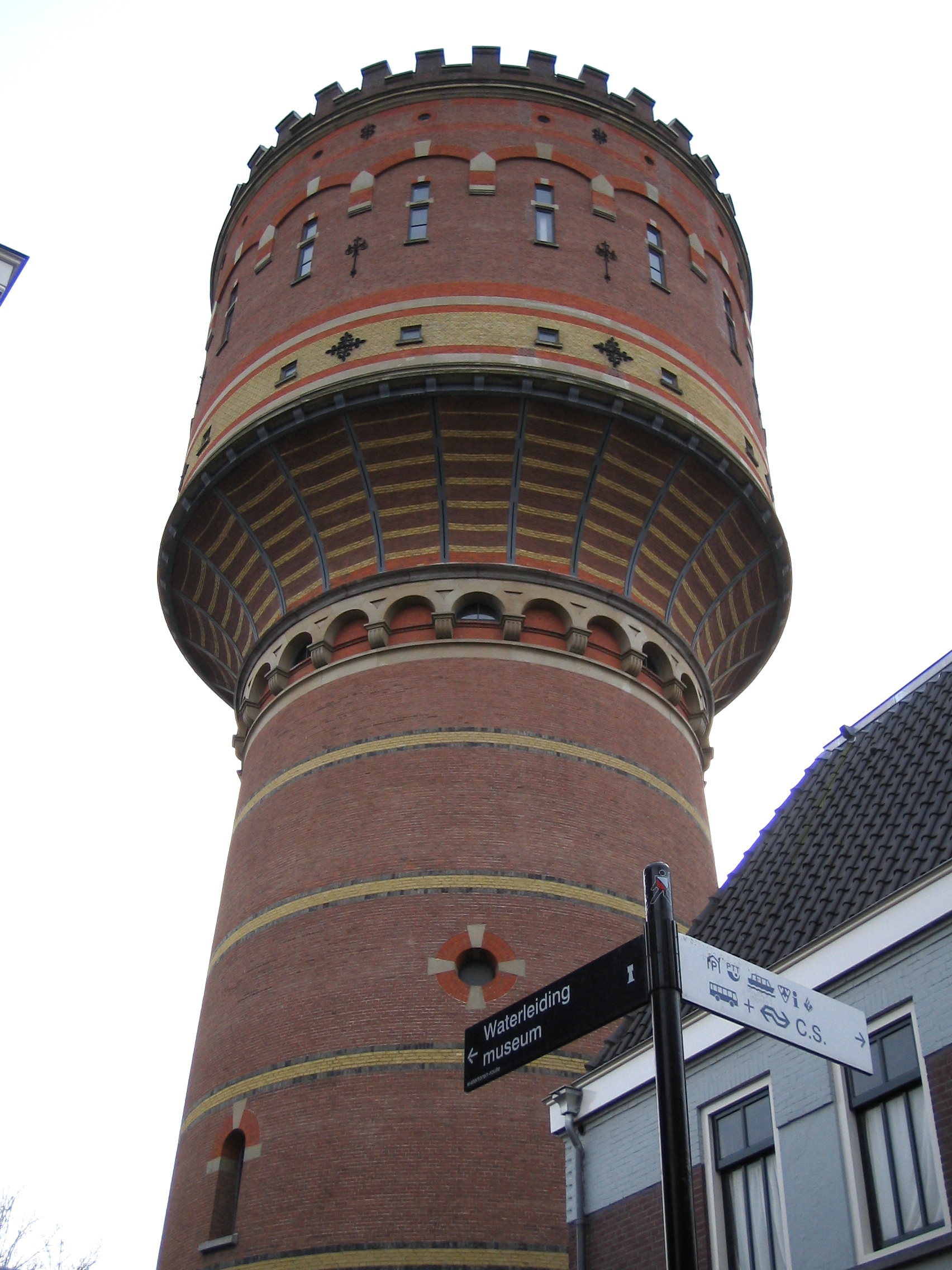
In 1842 kreeg Utrecht een gasfabriek, in 1883 leidingwater en vanaf 1905 elektriciteit.

## 20e eeuw

### 1900–1940
De grote bevolkingsgroei zette in de eerste decennia van de 20e eeuw door; rond 1940 telde de stad 165.000 inwoners. Nieuwe wijken en buurten ontstonden in deze periode rond de middeleeuwse binnenstad zoals Tuinwijk, Ondiep en Rivierenwijk. De groei veroorzaakte diverse problemen. De reeds in de 19e eeuw fors opgerekte gemeentegrenzen en de Nieuwe Hollandse Waterlinie waren nog een beperking in de stadsuitbreidingen, maar in de toen nog naburige gemeente Zuilen vond reeds grootschalige huizenbouw plaats. Holsboer en Berlage maakten in 1920 een uitbreidingsplan voor de stad met een ver oog naar de toekomst, dat grotendeels niet werd uitgevoerd. Onderwijl ontstond met de om het middeleeuwse deel van de binnenstad gelegen treinverbindingen een verkeersinfarct omdat overig verkeer gelijkvloers ermee kruiste; een probleem waar maar moeizaam een oplossing voor kwam. Een soortgelijk probleem vormden in bredere zin ook het groeiende wegennet en de kanalen.
De industrie was in deze periode een grote werkgever en was veelal gevestigd aan de waterwegen. In de grootschalige industrie vonden naast de Gemeentelijke Gasfabriek met name in de metaalindustrie veel mensen werk waaronder bij Werkspoor en Demka in de toen nog aangrenzende zelfstandige gemeente Zuilen. Daarnaast kende de stad een groei aan winkels en kantoren. De crisisjaren sloegen vanaf 1931 ook in Utrecht hard toe. Mede bepaald door de gunstige treinverbindingen werd de Jaarbeurs Utrecht in 1917 in Utrecht gevestigd en kende in de crisisjaren grote bloei.
Het Centraal Museum wordt in 1921 geopend. Gerrit Rietveld ontwierp rond 1923 het Rietveld Schröderhuis. Op het Domplein kwamen in 1929 wetenschappers definitief tot de ontdekking van het Romeinse verleden van Utrecht. Op diezelfde locatie richtte twee jaar later Anton Mussert de Nationaal-Socialistische Beweging in Nederland (NSB) op.

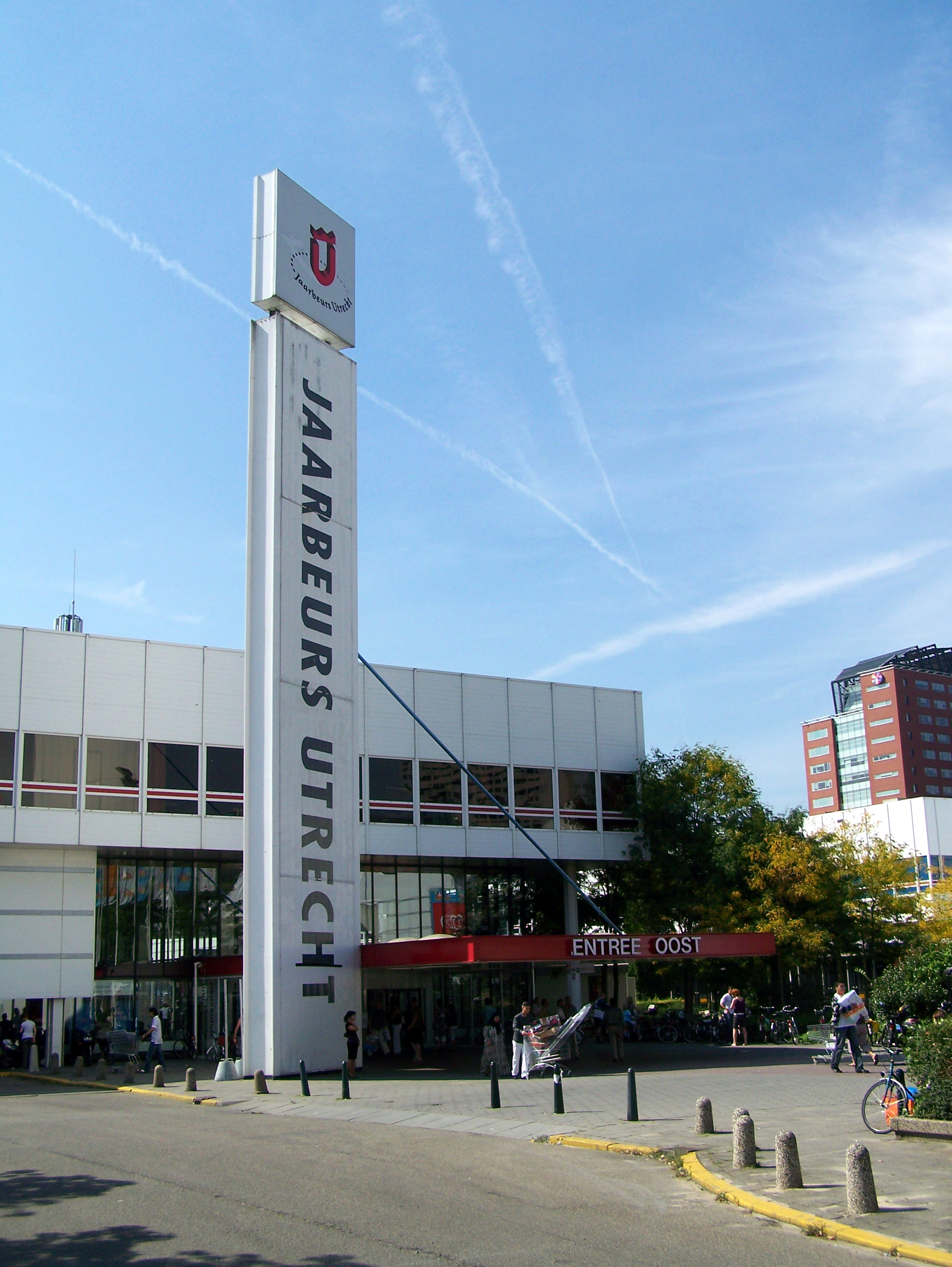
Jaarbeurs Utrecht
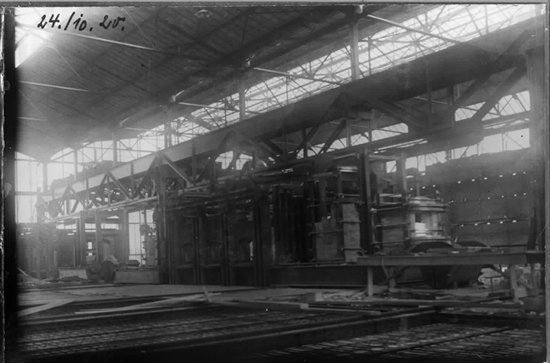
Smelterij van de staalfabriek Demka
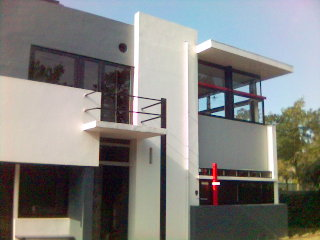
Rietveld Schröderhuis
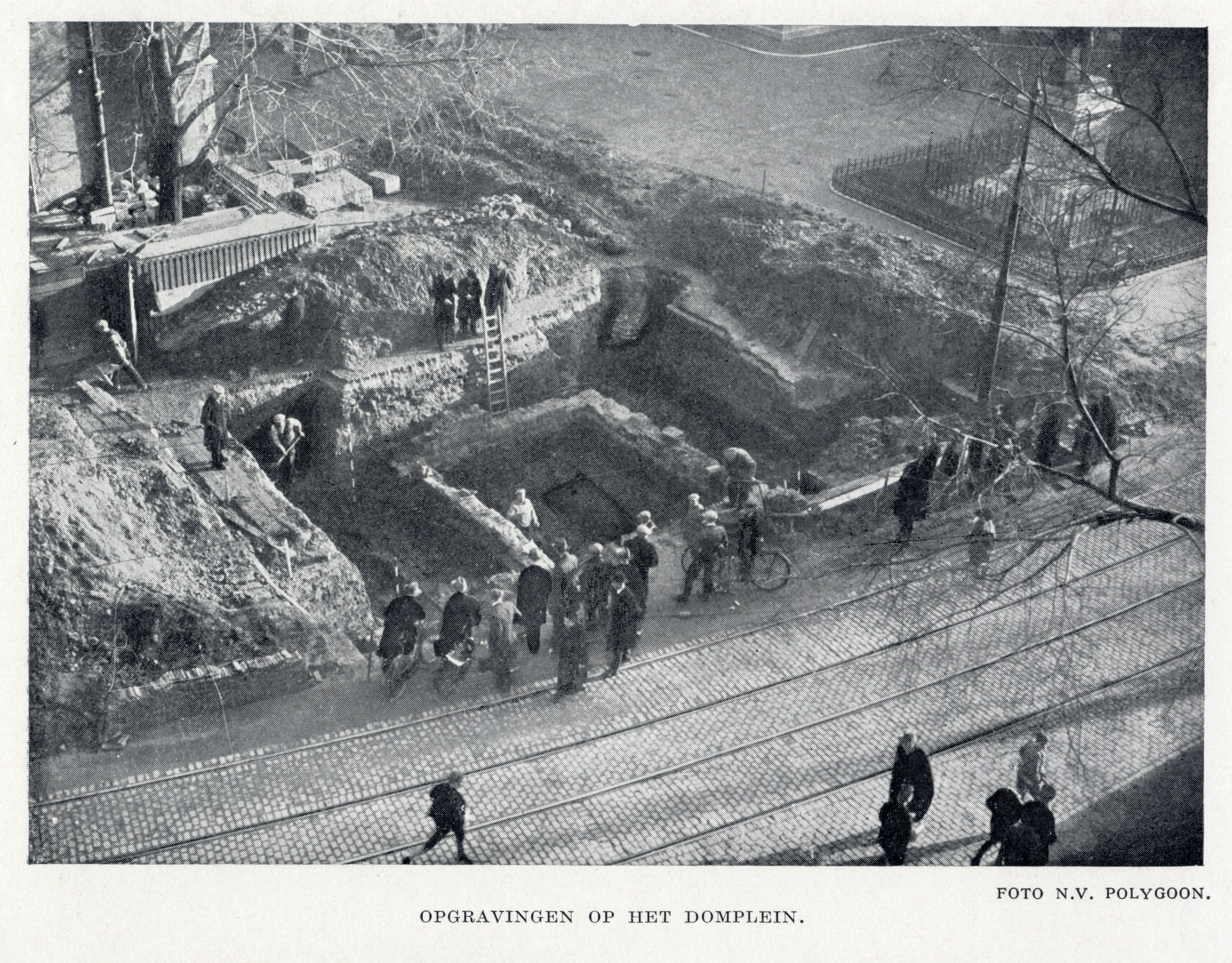
Archeologische opgravingen op het Domplein
- Bioscoopjournaal uit oktober 1939. Een optocht door het centrum van Utrecht tgv het 100-jarig jubileum van de Nederlandse Spoorwegen.

### Tweede Wereldoorlog
De Duitsers waren van plan in de meidagen van 1940 na Rotterdam ook Utrecht te bombarderen, maar de capitulatie van het Nederlandse leger verhoedde dat. Op 21 juni 1940 kwam de door Duitse bezetter ingestelde rijkscommissaris Seyss-Inquart op bezoek in Utrecht. Op de Maliebaan bevond zich het hoofdkwartier van de NSB. Orders van het Duitse leger voor de staalfabrieken leverden veel werkgelegenheid. Racistische maatregelen tegen Joden begonnen in de zomer van 1940. Kindjeshaven werd vanaf 1941 gebruikt om Joodse kinderen in veiligheid te brengen, een jaar later kwam daar het Kindercomité bij.
In 1942 ging de Duitse bezetter voortaan hard optreden. In dat jaar werd burgemeester G.A.W. ter Pelkwijk door de Duitsers ontslagen, waarna de NSB'er C. van Ravenswaay hem opvolgde. Joden werden voor het eerst massaal gedeporteerd vanaf het Maliebaanstation naar Westerbork en later naar Auschwitz. Van de 1200 Joodse Utrechters werden er 900 vermoord. Het verzet nam toe en een jaar later schoot de verzetsstrijdster Truus van Lier het hoofd van politie G.J. Kerlen dood. Fort de Bilt werd door de Duitsers gebruikt als executieplaats en tientallen verzetsmensen vonden er de dood. Verzet werd onder meer gepleegd door de Oranje Vrijbuiters en studenten van de Utrechtse universiteit.
In de nacht van 22 op 23 juni 1943 stortte een Britse bommenwerper neer op de wijk Wittevrouwen. Deze was aangeschoten door een Duitse nachtjager en bij het ongeluk kwamen vijf bemanningsleden en vijf burgers om het leven. Twee bemanningsleden overleefden het ongeluk en werden krijgsgevangen gemaakt. De omgekomen bemanningsleden liggen begraven op de begraafplaats Soestbergen.
Op 5 mei 1945 gaven de Duitse troepen zich over aan de geallieerden en op 7 mei trokken Canadese troepen de stad langs de Biltstraat binnen. Tot op het laatst waren er schermutselingen, onder andere bij het Wilhelminapark. Burgemeester Ter Pelkwijk kwam uit zijn onderduik en hield kantoor op het stadhuis. Als militair commandant van de provincie Utrecht werd luitenant-kolonel D.C.C. van Boetzelaer aangesteld, die kantoor hield aan de Maliebaan 35.

### 1945–2000

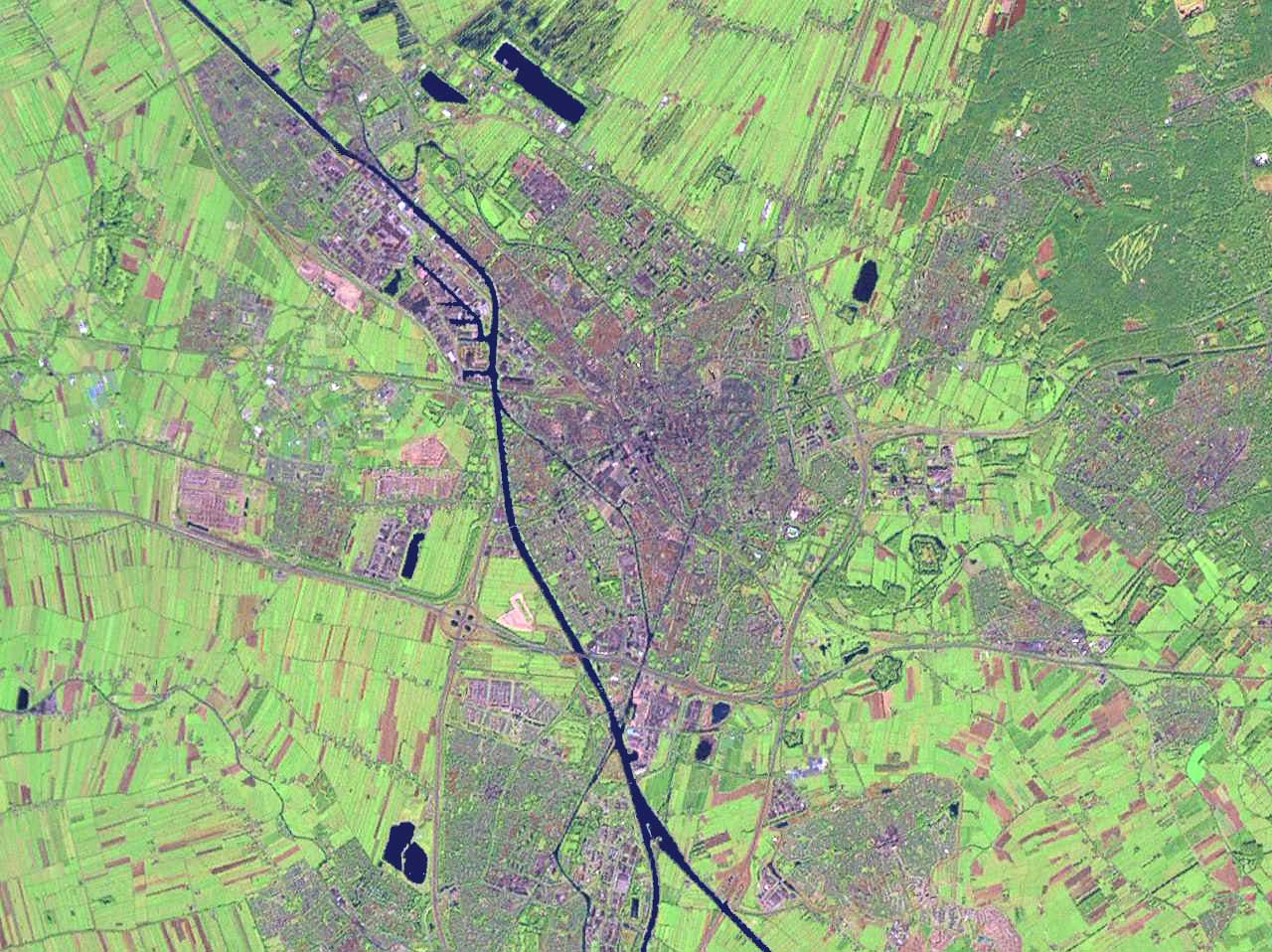
Satellietopname van Utrecht met omliggende gemeenten

Na de Tweede Wereldoorlog zou Utrecht zijn grootste stadsuitbreidingen doen. De stadsgrenzen ten opzichte van omliggende gemeenten werden in 1954 gewijzigd waardoor het Utrechtse grondgebied verdubbelde. Onder meer de grote woonwijken Kanaleneiland (30.000 inwoners) en Overvecht (40.000 inwoners), en het industriegebied Lage Weide, werden rond de jaren 60 gebouwd. Daarna vond ook in de naastgelegen gemeenten Nieuwegein en Maarssen grootschalige huizenbouw plaats. Aan de rand van het Utrechtse stadscentrum verrees onderwijl het winkel- en kantorencomplex Hoog Catharijne, met een uitbreiding van het treinstation en een opschaling van de Jaarbeurs.
Vanaf 1965 wordt de dienstensector een belangrijke werkgever; de industriesector kromp. De universiteit groeide met name in de periode tussen 1960 en 1975 en het aantal universiteitsstudenten zou vanaf 1945 meer dan verviervoudigen naar boven de 20.000.
Voetbalvereniging DOS behaalde in 1958 het landskampioenschap en fuseerde in 1970 tot FC Utrecht. In 1967 ontplofte een munitieschip op Lage Weide. Vanaf eind jaren 60 vonden diverse eenmalige en jaarlijks terugkerende kleine en grote evenementen plaats waaronder als bekendere A Flight to Lowlands Paradise en de Vrijmarkt. Noemenswaardige protesten waren er vanaf die tijd tegen de bouw van Hoog Catharijne, de aanleg van een snelweg door Amelisweerd en het pausbezoek. Een bekende naoorlogse Utrechtse kunstenaar is Dick Bruna.

## Recente geschiedenis
Na het plan Hoog Catharijne dat rond 1970 werd uitgevoerd werden vanaf 1997 grote bouwprojecten in Utrecht uitgevoerd. 
Op 4 december 1997 sloeg premier Wim Kok de eerste paal voor de Vinex-locatie Leidsche Rijn. Op 1 januari 2001 werd in dit gebied de gemeente Vleuten-De Meern aan Utrecht toegevoegd. De stadsuitbreiding was in 2006 uitgegroeid tot de grootste nieuwbouwlocatie  en Vinex-locatie van Nederland. Rond het jaar 2010 telde de stad Utrecht (in zijn geheel) ongeveer 300.000 inwoners. Rond 2012 is het grootste deelplan van het project Leidsche Rijn, de buurt Vleuterweide, afgerond waarmee, op Leidsche Rijn Centrum na, ook het grootste deel van de Vinex-locatie is gebouwd.
Op 12 april 2005 gaf Minister Karla Peijs van Verkeer en Waterstaat samen met de Utrechtse verkeerswethouder Yet van den Bergh het startsein voor een groot aantal infrastructurele projecten die aan de westkant van Utrecht zouden worden gaan uitgevoerd, deze projecten hingen zeer sterk samen met de ontwikkeling en bouw van Leidsche Rijn. De A2 zou ter hoogte van Utrecht worden verlegd, verbreed, en deels worden overkapt. Tussen Utrecht en Woerden zouden de sporen worden verdubbeld en verhoogd en binnen de toen bestaande wijken van Utrecht zou een aantal verkeersprojecten van start gaan. In 2013 waren de meeste werken met de indienststelling van de 'fly-over' op het 24 Oktoberplein afgerond. (De verdubbeling van de Vleutensespoorbrug was uitgesteld, en in oktober 2018 afgerond).
Op 1 december 2009 is de (her)bouw van het Utrechtse stationsgebied CU2030 van start gegaan, dit project was tussen 2009 en 2013 (op dat moment en niet historisch gezien) een van de grootste bouwputten van Nederland.
Op 20 juni 2014 was officieel de bouw van start gegaan van Leidsche Rijn Centrum, hoewel dit slechts een klein deel van de totale Vinex-locatie was, werd ook dit gebied een van de grootste bouwputten van Nederland van dat moment genoemd . De bouw en de ontwikkeling van Leidsche Rijn Centrum is ten opzichte van de rest van de Vinex-locatie relatief laat van start gegaan omdat daar pas na de verlegging en overkapping van de Rijksweg 2 gebouwd kon worden. Bovendien moesten bepaalde plannen herzien worden door de economische crisis en de ontwikkelingen in de detailhandel (de opkomst van het internet-winkelen).